# Kareem Abdul-Jabbar
Ne doit pas être confondu avec Abdoul Jabbar.
Kareem Abdul-Jabbar, né Ferdinand Lewis Alcindor (ou Lew Alcindor) le 16 avril 1947 à New York, est un joueur de basket-ball de National Basketball Association (NBA). Il est considéré comme le plus grand joueur universitaire américain, remportant à trois reprises le titre de champion de la NCAA et trois titres consécutifs de meilleur joueur du tournoi NCAA, fait unique dans l'histoire.
Il est également considéré comme l'un des meilleurs joueurs de l'histoire de la NBA, remportant six titres de champion, avec les Bucks de Milwaukee puis les Lakers de Los Angeles. À titre individuel, il est récompensé de six titres de NBA Most Valuable Player, meilleur joueur de la saison régulière, et de deux titres de NBA Finals Most Valuable Player Award, meilleur joueur des Finales, ces deux derniers étant remportés à quatorze ans d'intervalle, en 1971 et 1985. Joueur d'une grande longévité, il dispute vingt saisons professionnelles, est élu à quinze reprises dans l'un des deux meilleurs cinq de la ligue, et est sélectionné dix-neuf fois pour le NBA All-Star Game. Sa longévité lui permet également de posséder quelques records de la ligue, le plus important ayant été celui du nombre de points marqués en carrière avec 38 387, qu'il a détenu jusqu'au 7 février 2023, date à laquelle il est devancé par LeBron James. Il occupe également la deuxième place au nombre de rencontres disputées avec 1 560 matchs sur 20 saisons (derrière Robert Parish avec ses 1 611 matchs en carrière). En 1995, il est introduit au Basketball Hall of Fame. Il est également célèbre pour avoir affronté Bruce Lee dans le film Le Jeu de la mort.
Kareem Abdul-Jabbar a également développé et popularisé la technique dite du « bras roulé » : elle consiste à tirer au panier en amenant le ballon d'une main au-dessus de la tête, bras tendu. L'autre bras sert à se protéger du défenseur.
On le reconnaît à son allure singulière : à la suite d'une blessure à l'œil durant sa carrière universitaire, Abdul-Jabbar s'est mis à porter des goggles, des lunettes protectrices.

## Biographie

### Jeunesse et scolarité
Fils unique de Ferdinand Alcindor Sr., agent de police, et de Cora Douglas, un couple du quartier d'Inwood à New York, Kareem Abdul-Jabbar naît sous le nom de Ferdinand Lewis Alcindor le 16 avril 1947. Dès sa naissance, son physique marque les esprits : il pèse 5,73 kg et mesure 57,2 centimètres. Son père, après avoir tenté de faire une carrière de chef d'orchestre, a joué du trombone, a travaillé dans une usine de meubles, puis est devenu agent de police. Sa famille, qui est issue de Trinidad, île des Caraïbes, déménage de Harlem vers Inwood, quartier qui recense des gens de différentes origines, d'Europe, des Caraïbes, qui font découvrir à Alcindor différentes cultures.
Seul enfant de cette famille profondément catholique, il reçoit une éducation stricte. Il sait lire bien avant les enfants de son âge et ses parents lui inculquent les valeurs importantes : fierté, honneur, discipline, dignité. Après être passé par la St. Jude School, institution d'école primaire composée de Blancs de la classe moyenne où il est le seul noir de sa classe, ses parents décident de le mettre en pension à Holly Providence à Philadelphie. Dans cette école, exclusivement composée de Noirs, il est chahuté pour ses qualités intellectuelles. Il se réfugie dans le basket-ball, apprenant la dureté dans le basket de rue. Après un an, il retrouve New York et St. Jude School en 5th Grade, mais en raison de sa taille, il ne joue pas avec l'équipe de sa catégorie d'âge, mais avec celle de 8th Grade. C'est sous la direction de Farrell Hopkins, lors de son sixth grade, de onze à douze ans, alors qu'il fait 1,86 mètre, qu'il développe sa connaissance du basket-ball. Durant son 7th Grade, il touche l'arceau du panier. L'année suivante, à quatorze ans, mesurant désormais 2,03 mètres, il est capable de dunker.
Sollicité par de nombreuses écoles secondaires, ou high school, notamment celles de New York, il intègre le célèbre Power Memorial High School de New York dans le quartier de Manhattan. Là, pris en main par le Canadien Jack Donohue — le futur entraîneur de l'équipe du Canada de basket-ball — et épaulé par Jay Carter, un colosse de 2,03 mètres qui l'entraîne énergiquement aux rebonds, le futur Kareem Abdul-Jabbar est entraîné à la dure. Contrairement aux usages de l'époque, Donohue l'intègre dans la Varsity team, équipe représentant l'école. Dès sa deuxième année, Alcindor présente des moyennes de 19 points et 18 rebonds, terminant la saison invaincu pour remporter le New York City Catholic High School championship. La saison suivante, son équipe reste de nouveau invaincue et remporte son deuxième titre, la moyenne de points de Alcindor étant désormais de 26 points. C'est DeMatha HS de Hyattsville qui met un terme à une série de 71 rencontres sans défaite en s'imposant sur le score de 46 à 43, Alcindor étant limité à 16 points,. Malgré cette défaite, Power Memorial High School remporte son troisième titre consécutif du championnat en s'imposant face à Rice High School sur le score de 73 à 41 avec 33 points de Lew Alcindor. Au total, son bilan avec l'école est de 96 matchs pour seulement six défaites. Il inscrit 2 067 points et capte 2 002 rebonds durant ses années d'école secondaire.

### Carrière universitaire

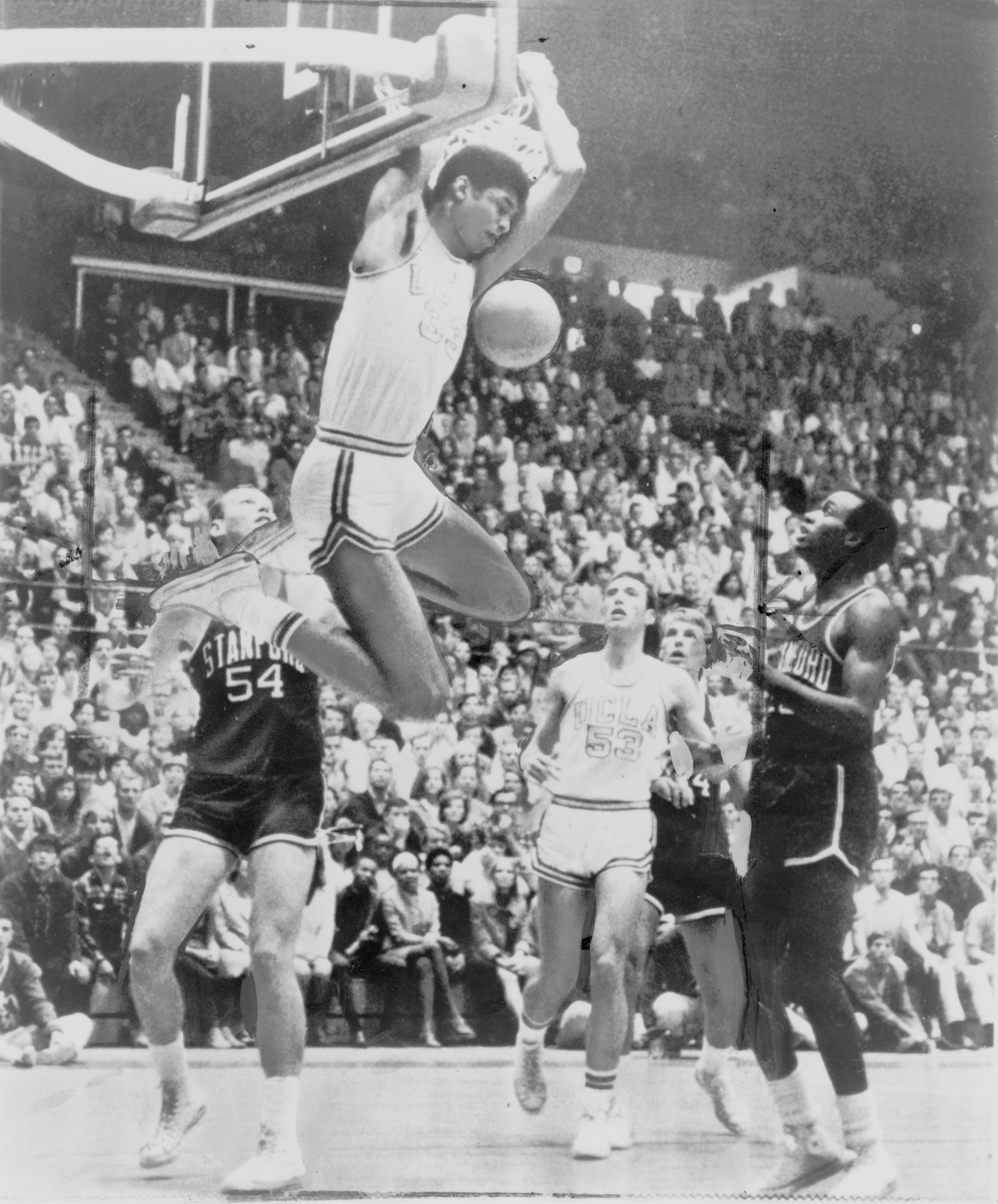
Lew Alcindor effectuant un dunk avant que celui-ci ne soit interdit, lors de sa première saison sous le maillot de UCLA en 1967.

Sollicité par la plupart des universités du pays, il annonce qu'il rejoint l'université de Californie à Los Angeles pour évoluer avec les Bruins de l'UCLA — équipe entraînée par John Wooden. Bien qu'il ne joue pas dans la Varsity team, il est l'un des personnages les plus connus du campus, d'autant que lors du match opposant l'équipe des débutants à l'équipe de l'école, les débutants s'imposent 75 à 60 avec 31 points de Lew Alcindor face à une équipe qui vient de remporter les deux derniers titres NCAA. Alors que les Bruins terminent avec un bilan de dix-huit victoires pour huit défaites, les débutants ou freshmen remportent 221 rencontres consécutives, Lew Alcindor établissant un nouveau record de points en dépassant l'ancien de 150 points. Dès son premier match, contre les Trojans de l'USC, Alcindor inscrit 56 points lors d'une victoire 105 à 90, 23 sur 32 aux tirs, et 10 sur 15 aux lancers-francs, ce qui constitue le nouveau record de l'université. Ce n'est toutefois pas son meilleur total sur la saison : il réussit 61 points contre les Cougars de Washington State. Les Bruins, invaincus lors de cette saison, se qualifient pour le tournoi final de la NCAA. Lors de celui-ci, ils s'imposent face aux Cowboys du Wyoming sur le score de 109 à 60, puis face aux Tigers du Pacifique, 80 à 64, pour se qualifier pour le Final Four. Face aux Cougars de Houston, les Bruins s'imposent 73 à 58. Elvin Hayes, le pivot de Houston, inscrit 25 points contre 19 à Alcindor. Celui-ci inscrit 20 points, capte 18 rebonds et réussit quatre contres lors de la finale remportée 79 à 64 face aux Flyers de Dayton. Les moyennes de Lew Alcindor sur les quatre rencontres du tournoi final sont de 26,5 points et 15,5 rebonds. Il est ainsi désigné meilleur joueur du tournoi NCAA, ou Most Outstanding Player, plus communément connu sous le sigle MOP.
La NCAA décide d'interdire l'arme offensive majeure de Lew Alcindor, le dunk : cette règle, désormais connue sous le nom Alcindor Rule, est opérationnelle à partir de la saison 1967-1968 et sera en vigueur en NCAA jusqu'en 1976.
L'opposition entre Elvin Hayes et Lew Alcindor, les deux meilleurs joueurs universitaires, continue en 1967-1968. Les deux hommes s'affrontent le 20 janvier 1968 dans ce qui est alors appelé « le match du siècle ». Celui-ci est le premier match de saison régulière de NCAA à être diffusé à la télévision. Cette rencontre, disputée à l'Astrodome devant 52 693 personnes, plus grande affluence pour un match de NCAA, survient après une blessure à l'œil de Lew Alcindor face aux Golden Bears de la Californie. Après une absence de deux matchs, Alcindor dispute cette rencontre mais obtient son plus mauvais résultat en termes de statistiques : 4 sur 18 aux tirs, inscrivant 15 points et captant 12 rebonds. Dans le même temps, Hayes, qui revendique le titre de meilleur joueur universitaire, inscrit 39 points (à 17 sur 25) et réussit 15 rebonds et 8 contres, dont trois sur le seul Alcindor. Houston remporte la rencontre sur le score de 71 à 69. Les deux équipes restent ensuite invaincues le reste de la saison et se retrouvent comme la saison passée en demi-finale du tournoi final de la NCAA. Wooden utilise alors une défense nommée Diamond and one, zone avec Alcindor au centre de la raquette, et Lynn Shackelford en défense individuelle sur Hayes. Celui-ci est limité à 10 points, les cinq joueurs du cinq de départ des Bruins terminant avec dix points ou plus, Alcindor inscrivant 19 points. Les Bruins s'imposent 101 à 69. En finale, ils battent les Tar Heels de la Caroline du Nord sur le score de 78 à 55 avec 34 points et 16 rebonds de Alcindor,. Il remporte son deuxième titre de Most Outstanding Player.
Cette même année 1968, il rejette sa sélection pour les Jeux olympiques de Mexico pour lutter pour les droits civiques des Afro-Américains.

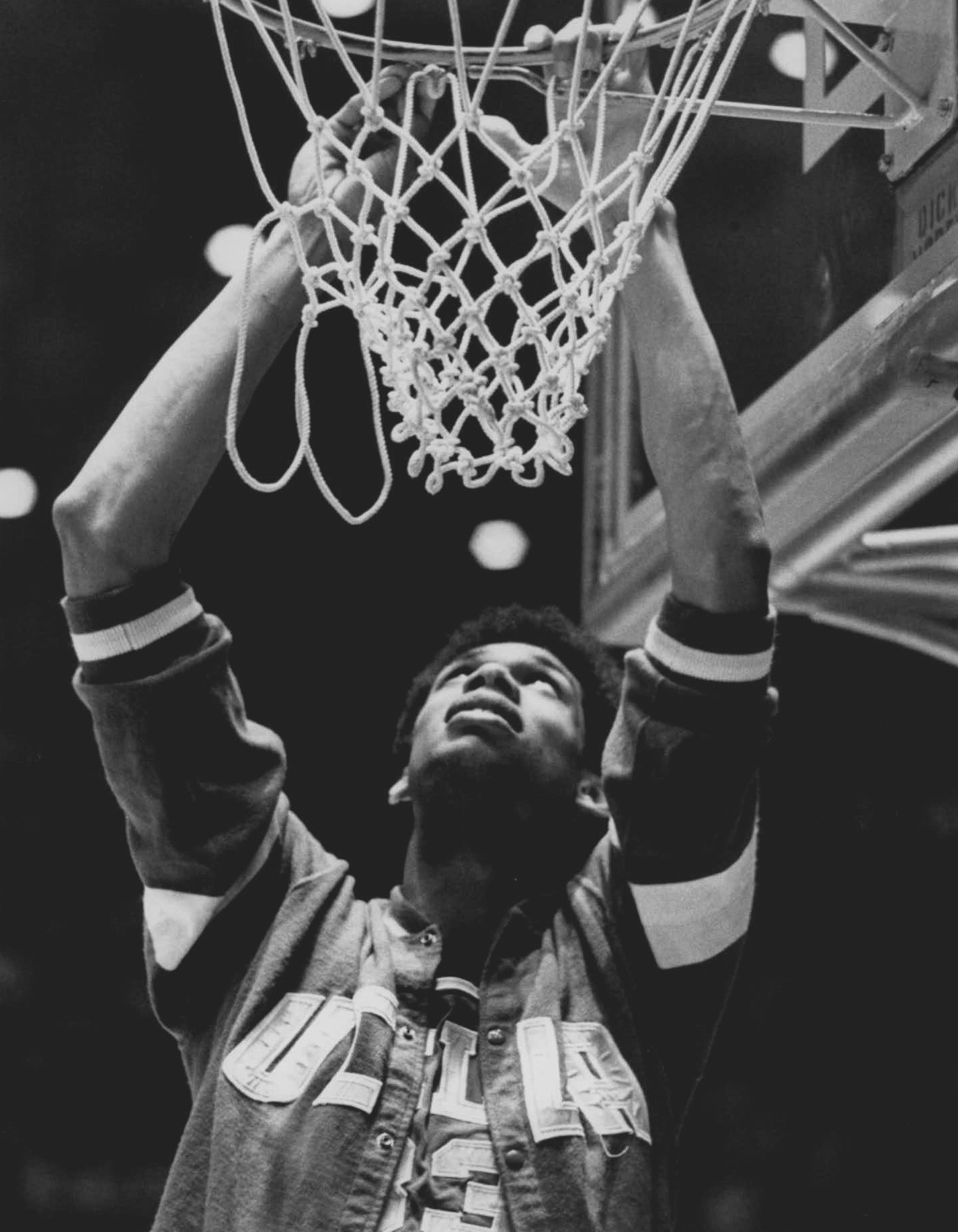
Lew Alcindor découpe le filet du panier conformément à la tradition après la victoire des Bruins au tournoi NCAA 1969.

Les Bruins continuent à être l'équipe à battre lors de la saison 1968-1969. La première défaite, qui sera finalement la seule de la saison, est subie face aux Trojans de l'USC qui, après s'être inclinés quelques jours plus tôt face aux Bruins après une double prolongation sur le score de 61 à 55, s'imposent au Pauley Pavilion, salle des Bruins, sur le score de 56 à 44. Cela met un terme à une série de quarante-et-une victoires consécutives des Bruins et à une série de cinquante-et-une victoires consécutives dans leur salle,. Les Bruins sont les favoris pour remporter un autre titre, l'équipe des Tar Heels étant le principal adversaire désigné pour figurer également au Final Four. Celle-ci s'incline en demi-finale sur le score de 65 à 92, tandis que l'équipe d'UCLA s'impose face aux Bulldogs de Drake sur le score de 85 à 82. Dans la finale de ce championnat disputé à Louisville, les Bruins battent les Boilermakers de Purdue par 92 à 72. Alcindor, 24 points et 11 rebonds à la mi-temps, atteinte sur le score de 42 à 31 en faveur d'UCLA, inscrit finalement 37 points sur la rencontre, 15 sur 20 aux tirs, 7 sur 9 aux lancers-francs, et capte 20 rebonds. Alcindor remporte son troisième titre de meilleur joueur du tournoi de la NCAA consécutif, devenant le premier et seul joueur de l'histoire à le réaliser. Cette troisième saison est la plus difficile pour Alcindor : la pression est désormais très forte sur le joueur et il est hué de manière systématique dans les autres salles du pays. De plus, peu avant le Final Four, un article publié dans un supplément du Los Angeles Times le présente comme un raciste prônant le séparatisme et critiquant son école et son pays.

### Bucks de Milwaukee (1969-1975)
Lew Alcindor est choisi en première position de la draft de la National Basketball Association (NBA) par les Bucks de Milwaukee, dernier de sa division la saison précédente. De même, les New Jersey Nets, après un bilan de dix-sept victoires pour soixante-et-une défaites, choisissent Alcindor au premier rang de la draft de l'American Basketball Association (ABA). Alcindor informe les deux franchises qu'il ne recevra qu'une seule offre de la part de chacune de celle-ci avant de prendre sa décision. Les deux équipes proposent toutes deux un contrat de cinq ans, mais l'offre des Bucks est plus généreuse. Il rejette également une proposition des Globetrotters de Harlem d'un million de dollars.
Les Bucks, après un bilan de vingt-sept victoires pour cinquante-cinq défaites lors de la première saison en NBA, bénéficient immédiatement de l'apport de leur nouvelle recrue. En 1969-1970, le bilan est désormais de cinquante-six victoires pour vingt-quatre défaites, ce qui constitue alors, avec une amélioration de vingt-neuf victoires, le meilleur progrès réalisé dans l'histoire de la NBA. Lew Alcindor, qui dispute la totalité des rencontres de la saison, termine avec le plus grand total de points marqués avec 2 361. Malgré son statut de rookie, il est le deuxième joueur le plus utilisé de la ligue avec 43,1 minutes par rencontre. Il termine deuxième marqueur de la ligue avec une moyenne de 28,8 points, derrière Jerry West, et troisième rebondeur, 14,5 par match pour un total de 1 190 rebonds sur la saison, derrière Elvin Hayes, premier avec 16,9, et Wes Unseld. Il réussit également 4,1 passes par rencontre. Il est désigné NBA Rookie of the Year, meilleur débutant, et, pour sa première saison dans la ligue, il est élu dans le deuxième cinq, All-NBA Second Team, et dans le deuxième cinq défensif, NBA All-Defensive Second Team. Deuxième bilan de la Division Est, et deuxième de la NBA derrière les Knicks de New York, les Bucks affrontent les 76ers de Philadelphie en demi-finale de Division, remportant cette série par quatre à un. Confrontés aux Knicks lors du tour suivant, les Bucks perdent les deux premiers matchs, 110 à 102, 35 points de Alcindor, puis 112 à 111 au Madison Square Garden, mais l'emportent 101 à 96 dans le match 3, 33 points et 31 rebonds pour le rookie des Bucks, ce qui est alors son record dans cette catégorie statistique pour un match de NBA. Finalement, les Bucks perdent la série sur le score de quatre à un, avec deux dernières défaites 117 à 105 puis 132 à 96. Sur les playoffs, les statistiques de Alcindor sont de 35,2 points, 16,8 rebonds et 4,1 passes.

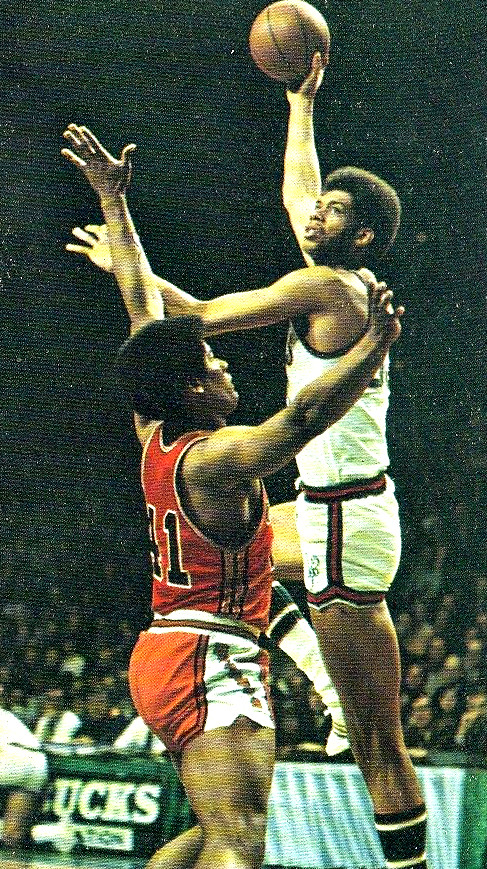
Kareem Abdul-Jabbar face à Wes Unseld en 1970-1971.

Le lendemain de cette dernière défaite, les Bucks réussissent un transfert important : Oscar Robertson, NBA Most Valuable Player de la saison 1963-1964, arrive en provenance des Royals de Cincinnati. Cette arrivée a un effet prépondérant sur l'équipe : Robertson, qui dispute sa onzième saison et n'a toujours pas réussi à remporter un titre NBA, sait qu'il n'aura plus beaucoup d'occasions de pouvoir le faire. Il inculque à ses coéquipiers la nécessité d'exigence. Il explique également à son jeune coéquipier que le jeu dur qu'il subit est lié à son talent : « Lew, si tu n'étais pas si bon, ils ne te toucheraient pas. », Il lui fait également comprendre la nécessité de détecter rapidement les défenses en prise à deux qui lui sont proposées pour ressortir immédiatement le ballon et offrir un tir ouvert à un coéquipier. Les Bucks réalisent ce qui est alors le meilleur début de saison de l'histoire de la NBA avec vingt victoires pour trois défaites,. Grâce à une série de vingt victoires consécutives, nouveau record de la NBA, les Bucks terminent la saison avec soixante-six victoires et seize défaites. Alcindor, meilleur marqueur de la saison avec un total de 2 596 points et une moyenne de 31,7 points par rencontre, troisième de la ligue en nombre de rebonds avec 1 311, et quatrième pour la moyenne de rebonds avec 10,0, catégorie dominée par Wilt Chamberlain, auxquels il ajoute 3,3 passes, est élu meilleur joueur de la ligue, NBA Most Valuable Player, devançant dans les votes le joueur des Lakers de Los Angeles Jerry West avec 698 points contre 166 pour ce dernier. Les deux joueurs figurent dans le premier cinq avec Dave Bing, Billy Cunningham et John Havlicek. Alcindor est également présent dans le deuxième cinq défensif de la ligue. Premier de la conférence Ouest, où Milwaukee évolue désormais après la réorganisation de la ligue et de la NBA, les Bucks affrontent en playoffs les Warriors de San Francisco. Après une victoire dans la série sur le score de quatre à un, score renouvelé lors du tour suivant, en finale de conférence face aux Lakers de Los Angeles, les Bucks atteignent les Finales NBA 1971 face aux Bullets de Baltimore dont l'équipe est perturbée par les blessures de Wes Unseld, qui dispute toutefois la série, Gus Johnson qui manque deux matchs et Earl The Pearl Monroe, gêné par des problèmes de genoux. Les Bucks s'imposent sur le score de quatre à zéro, ce sweep étant le deuxième de l'histoire des finales NBA après celui des Celtics de Boston en 1959. Alcindor est désigné meilleur joueur des finales, le joueur des Bullets Kevin Loughery déclarant que Lew Alcindor, grâce à ses grands bras, non seulement réussit des contres, mais oblige ses adversaires à changer les trajectoires de leurs tirs. Lors de ces playoffs, ses statistiques sont de 26,6 points, 17,0 rebonds et 2,5 passes.
Il se convertit à l'islam sunnite par l'intermédiaire d'Hamaas Abdul Khaalis depuis le début de sa dernière année à UCLA , et prend officiellement le nom de Kareem Abdul-Jabbar le 1er mai, jour suivant la victoire des Bucks face à Baltimore. Ce changement de nom, comme dans le cas de Cassius Clay devenu Mohamed Ali, est mal ressenti par le public, ce qui affecte Kareem Abdul-Jabbar. Milwaukee met un terme à la série record de 33 victoires consécutives des Lakers de Los Angeles en s'imposant 120 à 104. Kareem Abdul-Jabbar termine une nouvelle fois meilleur marqueur de la ligue avec une moyenne de 34,8 points par rencontre, pour un total de 2 822. Il termine troisième de la statistique du rebond avec une moyenne de 16,6, ses 1 346 rebonds constituant le deuxième total de la ligue derrière les 1 572 de Chamberlain. Il remporte son deuxième titre de NBA Most Valuable Player consécutif, devançant de nouveau dans les votes Jerry West. Les Bucks terminent de nouveau avec plus de soixante victoires sur la saison régulière, soixante-trois, mais sont devancés par les Lakers qui réalisent le meilleur bilan de l'histoire avec soixante-neuf victoires et treize défaites. En playoffs, les Bucks éliminent les Warriors de Golden State (nouveau nom de la franchise) en s'imposant quatre à un. Lors de la finale de conférence face aux Lakers, les Bucks remportent le premier match à Los Angeles sur le score de 93 à 72, mais échouent d'un point lors du match suivant, 135 à 134. Lors de la troisième rencontre, les Lakers s'imposent 108 à 105, Abdul-Jabbar inscrivant 33 points malgré une bonne défense de Chamberlain qui le contraint à tenter 37 tirs. Lors du quatrième match de la série, Abdul-Jabbar inscrit 31 points lors de la victoire 114 à 88. Après une victoire des Lakers 115 à 90, les Bucks sont contraints à remporter la sixième rencontre à domicile. Lors de celle-ci, ils possèdent un avantage de dix points mais subissent un déficit de douze points lors des dix dernières minutes, période où Chamberlain réalise quelques contres. Les Lakers l'emportent 104 à 100 dans une rencontre où Abdul-Jabbar domine Chamberlain aux points, 37 contre 22, et aux rebonds 25 à 24.
En 1972-1973, Kareem Abdul-Jabbar est dépossédé du titre de MVP par le pivot des Celtics de Boston Dave Cowens, le pivot des Bucks terminant toutefois deuxième des votes. Malgré cette place, c'est Kareem Abdul-Jabbar qui figure au poste de pivot dans le premier cinq de la ligue,. Abdul-Jabbar est devancé par Tiny Archibald, le meneur des Kings de Kansas City-Omaha, à la moyenne de points, 34,0 contre 30,2, et au total de points, 2 719 contre 2 292. Sa moyenne de 16,1 le place au quatrième rang des rebondeurs, classement de nouveau dominé par Wilt Chamberlain. Abdul-Jabbar est toutefois troublé lors de cette saison par des problèmes extra-sportifs : des militants du Black Muslims tuent sept personnes dans une mosquée de Washington que le joueur aide financièrement. L'une des hypothèses retenues est que ce dernier était la cible. Lors du reste de la saison, il se déplace uniquement accompagné de gardes du corps. Pour la première fois de l'histoire de la NBA, une franchise parvient à remporter soixante victoires ou plus en saison régulière, avec soixante victoires et vingt-deux défaites, partageant avec les Lakers le meilleur bilan de la conférence Ouest, le meilleur bilan de la NBA étant détenu par les Celtics. Lors des playoffs, les Bucks sont confrontés au premier tour aux Warriors de Golden State. Après une victoire de vingt points lors du premier match, les Bucks sont rejoints dans la série après une défaite 92 à 95 à domicile. Les Bucks reprennent l'avantage du terrain en s'imposant de vingt points chez son adversaire, mais celui-ci égalise de nouveau. Les Warriors s'imposent lors de la cinquième rencontre, Oscar Robertson quittant le terrain à huit minutes du terme en raison d'une rupture du tendon d'Achille. Les Warriors s'imposent de nouveau lors de la sixième rencontre pour remporter la série. Lors de celle-ci, Abdul-Jabbar subit une grosse défense de la part de Nate Thurmond : celui-ci parvient à réduire l'apport offensif du pivot des Bucks en limitant son pourcentage de réussite à 43 %, soit 12 % de moins que celui de la phase régulière. Le meilleur score dans la série de Abdul-Jabbar est de 27 points. Et lors de la sixième rencontre, alors que Thurmond est sur le banc en raison de faute, c'est Clyde Lee, blessé lors de la seconde partie de la phase régulière, qui limite l'apport de Abdul-Jabbar à un panier durant de longues minutes en fin de rencontre. Les statistiques de ce dernier en playoffs dans les catégories des points et des rebonds sont les plus basses depuis son arrivée en NBA : 22,8 points et 16,2 rebonds. Sa moyenne de passes est de 2,8 passes.
Lors de la saison 1973-1974, Kareem Abdul-Jabbar termine avec une moyenne de 27 points par match, troisième rang de la ligue derrière Bob McAdoo et Pete Maravich, terminant deuxième au nombre total de points avec 2 191. Il termine également quatrième à la moyenne de rebonds avec 14,5, classement dominé par Elvin Hayes. Il termine troisième du nombre total de rebonds, 1 178, et du nombre de rebonds défensifs, 891,. Avec 3,5, il termine également deuxième de la statistique du contre, statistique où il est également deuxième pour le total. Il obtient son troisième titre de meilleur joueur de la ligue en devançant Bob McAdoo. Pour la première fois depuis son arrivée en NBA, il est désigné dans le premier cinq défensif de la NBA. Les Bucks retrouvent les Finales NBA après deux ans d'absence. Pour atteindre ce but, ils éliminent au premier tour les Lakers sur le score de quatre à un, puis les Bulls de Chicago en finale de la conférence Ouest sur le score de quatre à zéro. En finale, ils sont opposés aux Celtics, vainqueurs des Braves de Buffalo puis des Knicks de New York. La stratégie des Celtics est de favoriser le jeu rapide, puis de contrarier les montées de balles adverses par une défense tout terrain, et provoquer des pertes de balles. Ce jeu gène le jeu de position des Bucks : basé sur Adbul-Jabbar, qui inscrit 35 points lors du premier match, le peu de temps restant sur les attaques posées après la montée de balle limite son jeu de passe et le meilleur marqueur derrière lui inscrit seulement 12 points. Les Celtics remportent ce premier match sur le score de 98 à 83. Malgré vingt-deux pertes de balles lors du deuxième, la stratégie mise en place par Larry Costello, l'entraîneur des Bucks, consiste à ne pas procurer d'aide à son meneur Robertson sur la montée de balle, puis de se servir de Abdul-Jabbar en tête de raquette, soit pour lui-même marquer, 36 points, ou pour servir d'appui à ses coéquipiers par ses passes, notamment Bob Dandridge qui inscrit 24 points. Les vingt-sept pertes de balles des Bucks et l'apport offensif réduit de Abdul-Jabbar, seulement 26 points, bien défendu par Henry Finkel qui remplace Cowens en défense sur le pivot des Bucks en raison de fautes, sont les principales causes de la défaite des Bucks lors de la troisième rencontre. Un bon apport offensif de Mickey Davis lors du quatrième match oblige l'entraîneur des Celtics Tom Heinsohn à modifier sa défense, limitant ainsi la pression sur Robertson. Les Celtics peuvent de nouveau s'appuyer sur une attaque en demi-terrain axée sur Kareem Abdul-Jabbar qui inscrit 34 points et délivre six passes. Ce dernier inscrit encore 37 points et capte 11 rebonds lors du match suivant, mais cela s'avère insuffisant, la franchise des Celtics l'emportant sur le score de 96 à 87 grâce à 28 points de son pivot Dave Cowens. La sixième rencontre se décide après deux prolongations. Kareem Abdul-Jabbar marque le panier qui donne la victoire aux Bucks, portant ainsi son score à 34 points.
C'est lors de cette rencontre que le commentateur radio des Bucks donne son nom au skyhook. Les Celtics changent de nouveau de défense lors du match décisif en passant d'une défense individuelle à une prise à deux ou prise à trois sur Kareem Abdul-Jabbar, qui est limité à 26 points et 13 rebonds. Les Bucks, menés 53 à 40 à la mi-temps, s'inclinent sur le score de 102 à 87.

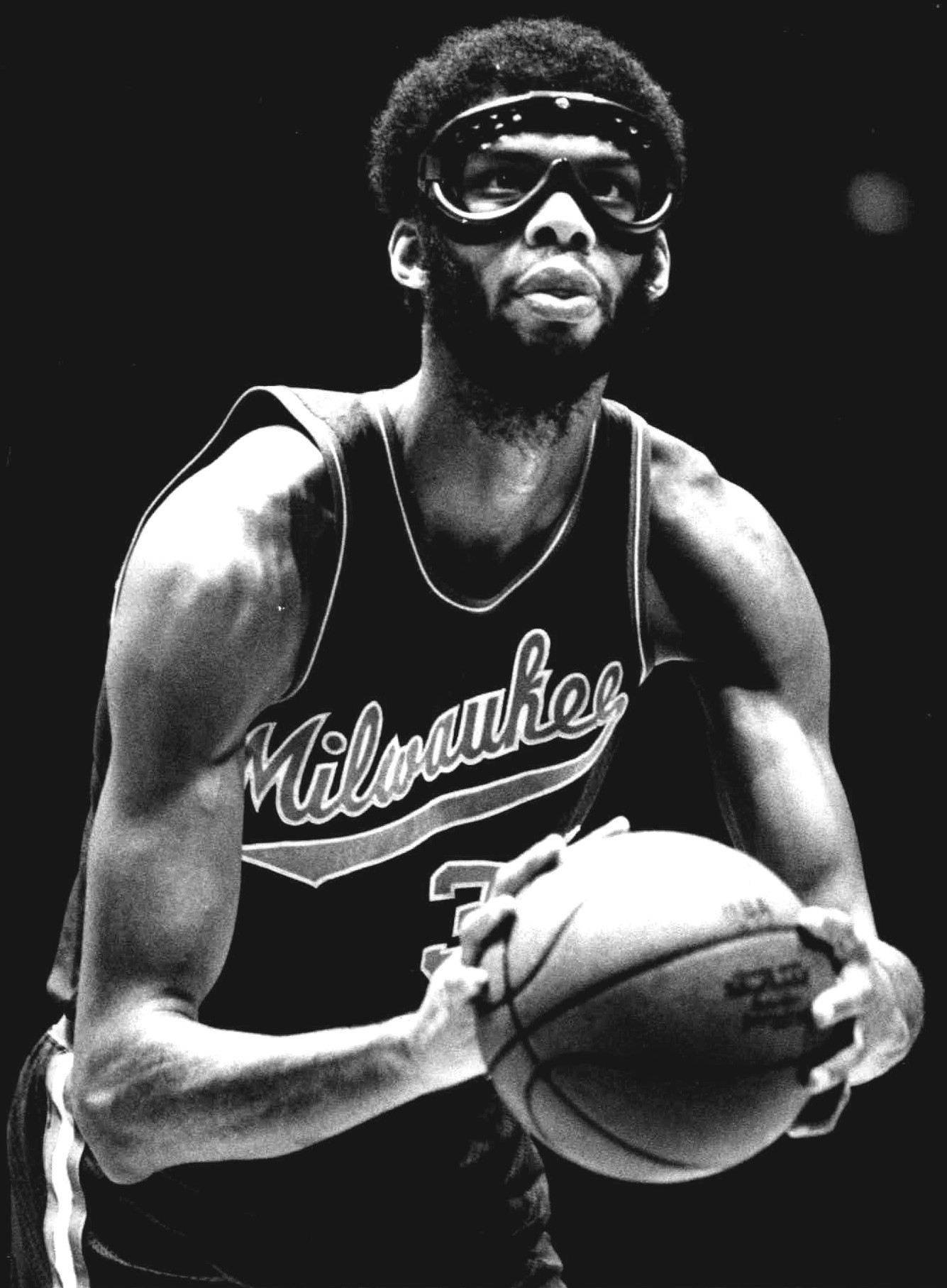
Kareem Abdul-Jabbar avec ses fameuses goggles en 1974.

La saison 1974-1975 n'a pas encore débuté que Kareem Abdul-Jabbar a déjà annoncé à sa franchise son désir d'être transféré. Malgré de nombreuses tentatives et propositions, dont celle faite par le General Manager des Bucks de remplacer tout l'encadrement technique, sa décision est prise. Il ne débute pas cette saison en raison d'une blessure lors d'un match de présaison : après avoir reçu un doigt dans l'œil de la part du joueur des Pistons de Detroit Don Nelson, il se brise la main en frappant les supports du panneau de basket. C'est toutefois ses yeux qui l'inquiètent le plus et l'encadrement médical, ceux-ci ayant déjà été atteints lors de sa carrière universitaire. À son retour sur les parquets, face aux Knicks, il porte désormais des lunettes, ou goggles, qui deviennent un élément marquant de sa notoriété. Malgré son retour, après seize rencontres et un bilan de trois victoires et treize défaites, les Bucks, qui jouent désormais sans Oscar Robertson retraité, terminent la saison avec un bilan négatif, trente-huit victoires et quarante-quatre défaites, et à la dernière place de la division Midwest. Il termine la saison régulière à la troisième place des marqueurs avec 30,0 points par rencontre, derrière Bob McAdoo et Rick Barry, cinquième des rebondeurs avec 14,0 prises, premier contreur, 3,3 par rencontres. Pour la première fois depuis son arrivée en NBA, il ne fait pas partie des deux premiers cinq de la ligue. Il est cependant élu pour la deuxième année consécutive dans le premier cinq défensif.
Se sentant incompris notamment de par ses convictions religieuses, il réclame un transfert. En juin 1975, il est envoyé vers les Lakers de Los Angeles avec Walt Wesley en échange de Elmore Smith, Brian Winters, Dave Meyers et Junior Bridgeman.

### Lakers de Los Angeles (1975-1989)
Kareem Abdul-Jabbar rejoint une franchise qui vient de terminer une saison 1974-1975 sans disputer les séries éliminatoires, ce qui est la première fois depuis la saison 1957-1958. Malgré une bonne saison de Kareem Abdul-Jabbar, qui remporte son quatrième titre de Most Valuable Player, devant Bob McAdoo, et figure dans le premier cinq de la ligue et le deuxième cinq défensif, la franchise de Los Angeles échoue de nouveau dans sa tentative de rejoindre les séries éliminatoires, terminant à la quatrième place de la division Pacifique, et au sixième rang de la conférence Ouest. Le nouveau pivot des Lakers termine deuxième marqueur avec une moyenne de 27,7 points, premier rebondeur avec 16,9, statistique où il obtient le plus grand total sur la saison avec 1 383, tout comme pour les rebonds défensifs. Il occupe également la première place de la statistique du contre avec 4,1.

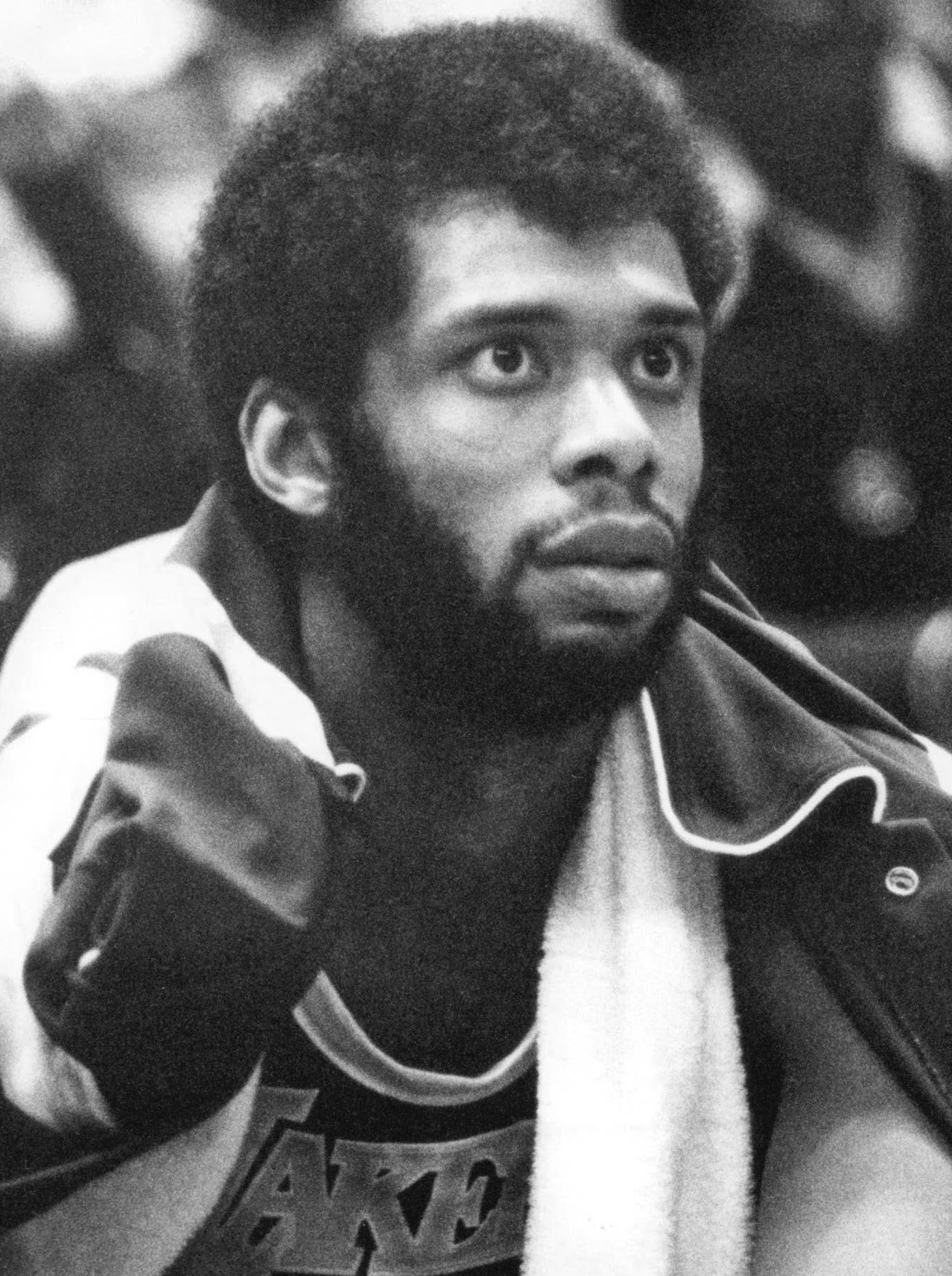
Kareem Abdul-Jabbar en 1975, sous le maillot des Lakers de Los Angeles.

Lors de la saison suivante, la direction de l'équipe est confiée à Jerry West. Celui-ci permet à sa franchise de renouer avec les séries éliminatoires lors de la saison 1976-1977 en terminant avec le meilleur bilan de la ligue avec cinquante-trois victoires et vingt-neuf défaites. Avec des moyennes de 26,2 points, troisième de la ligue, 13,3 rebonds, deuxième derrière le pivot des Trail Blazers de Portland Bill Walton, et 3,2 contres, derrière ce même joueur, il devance celui-ci pour remporter son cinquième titre de meilleur joueur. Comme la saison précédente, il est présent dans le premier cinq de la ligue et dans le deuxième cinq défensif. Les Lakers s'imposent en demi-finale de conférence face aux Warriors de Golden State sur le score de 4 à 3 puis subissent un sweep de la part des Trail Blazers de Portland. Malgré une domination du pivot des Lakers en termes de statistiques, un total de 121 points contre 77 à son adversaire sur la série, 64 rebonds à 59 et 15 contres pour 9 de Walton, avec également un meilleur pourcentage de réussite, 61 % contre 50 %, Walton s'avère primordial dans la série : sa défense sur Abdul-Jabbar est considérée comme l'une des meilleures produites sur le pivot des Lakers. Dans le deuxième match de la série, Abdul-Jabbar et Walton inscrivent respectivement 40 et 14 points, tous deux captant 17 rebonds. Toutefois, Walton est décisif en contraignant Abdul-Jabbar à un tir difficile au lieu d'un de ses habituels skyhook à cinq secondes du terme, ce qui aurait permis aux Lakers d'égaliser. Dans le match quatre, Walton contraint le pivot adverse à commettre ses quatrième et cinquième fautes lors du troisième quart-temps. Du banc, Abdul-Jabbar voit les Blazers passer d'un déficit de trois points à un avantage de six à son retour sur le parquet. Son retour s'avère insuffisant et les Lakers s'inclinent 105 à 101. Les statistiques de Abdul-Jabbar sur ces séries éliminatoires sont de 34,6 points, 17,7 rebonds, 4,1 points, 1,7 interception et 3,5 contres.
Lors de la saison 1977-1978, les Lakers terminent à la cinquième place de la conférence avec quarante-cinq victoires et trente-sept défaites. Qualifiés pour le premier tour des séries éliminatoires, ils s'inclinent par deux à un dans une série face aux SuperSonics de Seattle. Abdul-Jabbar termine quatrième des votes désignant le meilleur joueur de la saison, titre remporté par Bill Walton. Il figure dans le deuxième cinq de la ligue et le deuxième cinq défensif. Ses moyennes de 25,8 points, 12,9 rebonds et 3,0 contres le placent respectivement au quatrième, septième et deuxième rang de la ligue. Sa moyenne de passe est de 4,3.
Les Lakers terminent à la troisième place de la division Pacifique et à la cinquième de la conférence lors de la saison suivante. Ils affrontent, lors du premier tour des séries éliminatoires, les Nuggets de Denver et s'imposent en trois manches, deux à un. En demi-finale de conférence, ils affrontent les SuperSonics de Seattle. Comme lors de la saison précédente, ceux-ci remportent la série. Kareem Abdul-Jabbar termine huitième marqueur de la ligue avec une moyenne de 23,8, troisième rebondeur avec 12,8 et meilleur contreur avec 4,0 contres par rencontre. Il figure pour la troisième fois de sa carrière dans le meilleur cinq défensif. Il figure dans le deuxième cinq NBA et termine quatrième des votes pour la désignation du MVP, titre décerné à Moses Malone. Lors de cette saison, le départ de Gail Goodrich pour le Jazz de La Nouvelle-Orléans permet aux Lakers d'obtenir en échange trois choix de draft. Le Jazz finissant avec le plus mauvais bilan de la saison, les Lakers obtiennent ainsi le premier choix de la draft 1979 de la NBA, place utilisée pour recruter Earvin « Magic » Johnson.
Celui-ci devient rapidement un élément clé de l'effectif en étant le troisième marqueur, deuxième passeur, meilleur intercepteur et deuxième rebondeur de sa franchise. Kareem Abdul-Jabbar est, lui, le meilleur marqueur, rebondeur et contreur de son équipe. Ses statistiques dans ces trois catégories, respectivement 24,8, 10,8 et 3,4, le placent au sixième rang des marqueurs, huitième rang des rebondeurs et premier rang des contreurs lors de la saison régulière 1979-1980. De nouveau élu dans le premier cinq défensif, il figure également dans le premier cinq de la ligue et obtient son sixième titre de NBA Most Valuable Player Award, devançant dans les votes Julius Erving. Les Lakers, deuxième bilan de la ligue derrière les Celtics de Boston avec soixante victoires et vingt-deux défaites, débutent les playoffs en demi-finale de conférence, face aux Suns de Phoenix. Ils s'imposent sur le score de quatre à un pour affronter lors du tour suivant les SuperSonics de Seattle, franchise qu'ils rencontrent pour la troisième année consécutive. Toutefois, au contraire des deux éditions précédentes, la série est remportée par les Lakers, qui, après avoir perdu le premier match à domicile, remportent les quatre rencontres suivantes. Jabbar marque le panier décisif à la dernière seconde de la première manche des finales sur un skyhook. Les Lakers affrontent les 76ers de Philadelphie où évolue Julius Erving. Les deux équipes s'imposent chacune une fois chez son adversaire lors des quatre premières rencontres. Kareem Abdul-Jabbar commence cette série avec trois matchs avec plus de trente points par rencontre, 33, 38 et 33, avec également 14 rebonds lors de chacune de ces trois rencontres. Lors du quatrième mach, c'est Magic Johnson qui termine meilleur marqueur des Lakers avec 28 points, Abdul-Jabbar marquant 23 points. Lors de la cinquième manche disputée à Los Angeles, le pivot des Lakers réussit 40 points, dont 14 après s'être foulé une cheville lors du troisième quart-temps. Il réalise une action à trois points, panier plus lancer-franc, qui permet aux Lakers d'égaliser à 103 partout. Les Lakers s'imposent finalement 108 à 103. Abdul-Jabbar, dont les statistiques sont alors de 33,4 points, 13,6 rebonds et 4,6 contres sur la série, doit renoncer à disputer le match six à Philadelphie. C'est finalement le rookie Earvin Johnson qui occupe le poste de pivot lors de cette rencontre. Il inscrit 42 points, capte 15 rebonds, délivre 7 passes, réussit 3 interceptions et un contre pour mener les Lakers à la victoire sur le score de 123 à 107. Johnson, grâce à ces statistiques et un match cinq où il réussit un triple-double, est désigné meilleur joueur des Finales.
Malgré l'absence de Magic Johnson pendant une bonne partie de la saison régulière — il manque quarante-cinq rencontres en raison d'une blessure au genou —, les Lakers terminent au troisième rang de la conférence Ouest. Contraints de disputer le premier tour des playoffs, ils affrontent les Rockets de Houston et s'inclinent sur le score de deux à un. Kareem Abdul-Jabbar termine quatrième marqueur avec une moyenne de 26,2 points, septième rebondeur, 10,3 prises par rencontre, troisième contreur, 2,9 par match. Sa moyenne de passes est de 3,4. Il termine une nouvelle fois dans le premier cinq de la ligue et dans le premier cinq défensif et troisième lors du vote désignant le MVP, derrière Julius Erwing et Larry Bird. Sur la série face aux Rockets, il réalise 26,7 points, 16,7 rebonds, 4,0 passes et 2,7 contres.
Paul Westhead, adepte d'une attaque sur demi-terrain axée autour de son pivot Kareem Abdul-Jabbar, est remplacé après onze rencontres après que Magic Johnson, qui a signé un contrat de vingt-cinq millions de dollars sur vingt-cinq durant l'intersaison, a demandé de faire l'objet d'un transfert. Le nouvel entraîneur Pat Riley demande à ses joueurs de pratiquer un jeu plus adapté au jeu de son meneur, basé sur la vitesse et la course. Ce jeu est également favorisé après la blessure lors du mois de décembre de ses deux principaux joueurs intérieurs : Mitch Kupchak doit déclarer forfait pour le reste de la saison pour un problème de genou et Abdul-Jabbar se fait une sévère entorse, les Lakers devant compenser leur faiblesse à l'intérieur par un jeu rapide. Le pivot des Lakers dispute toutefois soixante-seize rencontres de la phase régulière, pour des statistiques de 23,9 points, sixième de la NBA, 8,7 rebonds — première saison où sa moyenne est inférieure à dix prises —, 3,0 passes et 2,7 contres. Après une saison régulière terminée avec un bilan de cinquante-sept victoires et vingt-cinq défaites, première place de la conférence, la franchise des Lakers remporte ses deux premières séries des séries éliminatoires face aux Suns de Phoenix puis aux Spurs de San Antonio sur le score de quatre à zéro, devenant la première franchise NBA à remporter deux séries consécutives sur un tel score. Avec la victoire 124 à 117 à Philadelphie lors de la première rencontre des Finales NBA 1982, ils égalisent le nombre de victoires consécutives en playoffs, record déjà détenu par la franchise. Les Sixers mettent un terme à cette série en s'imposant 110 à 94 lors du match suivant. Les Lakers remportent les deux matchs suivants à domicile, 129 à 108 puis 111 à 101. Malgré une nouvelle victoire des Sixers, 135 à 102, les Lakers remportent le titre NBA en s'imposant 114 à 104 lors de la sixième rencontre. Lors de cette série, Kareem Abdul-Jabbar est limité à sa plus faible performance aux points lors d'un match de séries éliminatoires avec 6 points lors du cinquième match.
Les joueurs de Pat Riley, qui sont renforcés par le premier choix de la Draft 1982 de la NBA James Worthy, terminent de nouveau en tête de la conférence Ouest lors de la saison régulière 1982-1983, saison régulière où Kareem Abdul-Jabbar réussit 21,8 points, 7,5 rebonds, 2,5 passes et 2,2 contres. Il retrouve une place dans les All-NBA Team en figurant dans le deuxième cinq. En demi-finale de conférence, les Lakers affrontent les Trail Blazers de Portland, l'emportant sur le score de quatre à un. Au tour suivant, ils éliminent les Spurs de San Antonio par quatre à deux. Lors de ces deux premiers tours, le pivot des Lakers franchit la barre des trente points ou plus à six reprises sur les onze rencontres. Pour la troisième fois en quatre saisons, les Finales NBA opposent ainsi les Lakers aux Sixers de Philadelphie. Toutefois, ceux-ci se sont renforcés pour cette saison avec l'arrivée de Moses Malone, qui termine meilleur joueur de la ligue. La franchise de Los Angeles est affaiblie par les blessures de Worthy, Norm Nixon et Bob McAdoo. Les Sixers remportent aisément cette finale sur le score de quatre à zéro, premier sweep dans des Finales NBA depuis la victoire des Warriors de Golden State en 1975. Abdul-Jabbar réussit un seul double-double sur cette série, 23 points et 15 rebonds, avec également trois passes et deux contres, lors de la troisième rencontre. Lors des trois autres rencontres, il est limité à 4, 4 et 7 rebonds et 20, 23 et 28 points.
Lors de la saison 1983-1984, Kareem Abdul-Jabbar devient le joueur totalisant le plus de points en NBA. Le 5 avril 1984, à Las Vegas, il réussit un skyhook (variante du bras roulé), à huit minutes cinquante-trois de la fin du match, pour dépasser l'ancien record de Wilt Chamberlain qui était de 31 419,. Lors de cette rencontre, il inscrit 22 points, 10 sur 14 aux tirs et 2 sur 2 aux lancers-francs. Ses statistiques sur la saison régulière sont de 21,5 points, 7,3 rebonds, 2,6 passes et 1,8 contres. Il termine dans la deuxième All-Defensive Team, ce qui porte à onze son nombre de sélections à l'un des cinq défensifs de la ligue. Il figure également dans le premier cinq de la ligue. Il termine quatrième des votes désignant le meilleur joueur de la saison, titre remporté par Larry Bird devant Bernard King et Magic Johnson. Les Lakers terminent au premier rang de sa conférence avec cinquante-quatre victoires et vingt-huit défaites. Après s'être imposé trois à zéro face aux Kings de Kansas City lors du premier tour, les Lakers éliminent ensuite les Mavericks de Dallas par quatre à un, puis les Suns de Phoenix par quatre à deux. Lors des Finales NBA, ils affrontent les Celtics de Boston. Alors que les Lakers dominent le début de la série, ils remportent les première et troisième rencontres, perdant la deuxième et la quatrième après prolongation, Cette série, où « L.A. aurait dû nous balayer en quatre matchs », selon Larry Bird, est finalement remportée lors de la manche décisive sur le score de 111 à 102. C'est la septième fois en autant de tentatives que les Celtics remportent un match décisif en Finales NBA.

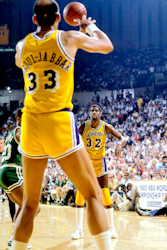
Magic Johnson passe la balle à Kareem Abdul-Jabbar au poste bas durant les Finales NBA 1985.

Malgré son âge, trente-sept ans, Kareem Abdul-Jabbar est toujours une pièce essentielle de la franchise des Lakers lors de la saison 1984-1985 : il est le meilleur marqueur, rebondeur et contreur de son équipe avec 22,0 points, 7,9 rebonds et 2,1 contres et le troisième passeur avec 3,2. Sa moyenne de points le situe encore au vingtième rang de la NBA et celle des contres au dixième rang. Ses statistiques lui permettent d'intégrer le deuxième cinq NBA. Les Celtics, soixante-trois victoires, et les Lakers, soixante-deux, dominent de nouveau la NBA lors de la phase régulière, puis se qualifient pour les Finales NBA, en éliminant les Cavaliers de Cleveland, les Pistons de Detroit et les Sixers de Philadelphie pour les Celtics, les Suns de Phoenix, Les Trail Blazers de Portland et les Nuggets de Denver pour la franchise de Californie. Lors du premier match disputé à Boston, les Celtics infligent une sévère défaite aux Lakers, connue ensuite sous le nom Memorial Day Massacre, sur le score de 148 à 114. Le lendemain, Abdul-Jabbar, auteur de 12 points et 3 rebonds, va s'excuser auprès de chacun de ses coéquipiers pour sa faible performance, leur certifiant que « cela ne se reproduirait plus — jamais »,. Lors du deuxième match, il réalise 30 points, 17 rebonds, 8 passes et 3 contres dans une victoire 109 à 102. Le match suivant, Les Lakers prennent l'avantage en s'imposant 136 à 111 avec 26 points, 14 rebonds, 7 passes et 2 contres de leur pivot. Les Celtics récupèrent l'avantage du terrain en s'imposant 107 à 105 lors du quatrième match de la série où le pivot des Lakers inscrit 21 points, avec 6 rebonds et 4 passes. Il réalise sa meilleure performance à la marque avec 36 points lors du troisième match disputé à Los Angeles, rencontre où il capte 7 rebonds, délivre 7 passes et réussit 3 contres. Lors du sixième match, il inscrit 18 de ses 29 points en seconde mi-temps pour remporter son deuxième titre de meilleur joueur des finales, quatorze ans après celui obtenu avec les Bucks en 1971. Pour la première fois de leur histoire, les Celtics perdent un match décisif des Finales NBA disputé sur leur parquet.	
Les deux franchises sont de nouveau les deux favorites pour le titre lors de la saison 1985-1986. Elles terminent en tête des bilans de leurs conférences, avec soixante-sept victoires pour les Celtics, et soixante-deux pour les Lakers. Kareem Abdul-Jabbar est le meilleur marqueur, 23,4 points — onzième de la ligue —, et contreur, 1,6 contre, le troisième rebondeur, 6,1 prises, et passeur, 3,5 par matchs, de sa franchise. Il fait de nouveau partie du premier cinq de la NBA, avec Larry Bird, Dominique Wilkins, Magic Johnson et Isiah Thomas. En séries éliminatoires, les Lakers s'imposent trois à zéro face aux Spurs, puis quatre à deux face aux Mavericks, et affrontent ensuite les Rockets de Houston. Après s'être imposés de douze points à domicile avec 31 points de Kareem Abdul-Jabbar, les Lakers concèdent trois défaites consécutivement, avec 21, 33 et 24 points du pivot des Lakers qui doit lutter face aux « tours jumelles » Ralph Sampson et Akeem Olajuwon, celui-ci inscrivant 40 puis 35 points lors des troisième et quatrième matchs de la série, puis de nouveau 30 lors du cinquième match où les Rockets s'imposent 114 à 112 pour se qualifier pour les Finales NBA.
Pat Riley demande à son meneur Magic Johnson de prendre plus de responsabilités aux tirs lors de la nouvelle saison. Celui-ci répond aux attentes de son entraîneur en devenant meilleur marqueur des Lakers, avec une moyenne de 23,9 points, le pivot des Lakers terminant troisième avec 17,5 derrière James Worthy. Kareem-Abdul-Jabbar accepte parfaitement cette nouvelle situation qui le voit terminer pour la première fois, depuis son arrivée en NBA, avec une moyenne de points inférieure à vingt points par match. Abdul-Jabbar est également deuxième derrière A.C. Green dans la statistique du rebond avec 6,7. Il est toujours le meilleur contreur de sa franchise avec 1,2. Sa moyenne pour les passes est de 2,6. Les Lakers terminent avec le meilleur bilan de la ligue avec soixante-cinq victoires et dix-sept défaites, devant les Celtics de Boston. Les Nuggets de Denver sont éliminés sur le score de trois à zéro lors du premier tour, puis les Warriors de Golden State parviennent à remporter une victoire lors de la série suivante. En finale de conférence, les SuperSonics de Seattle sont éliminés sur le score de quatre à zéro. Pour la troisième fois en quatre éditions, les Finales NBA opposent les Lakers aux Celtics, ceux-ci ayant obtenu leur place après deux séries disputées en sept rencontres, face aux Bucks de Milwaukee puis aux Pistons de Detroit. Après deux victoires 126 à 113 puis 141 à 122 à Los Angeles, les Celtics remportent le premier match disputé à Boston, 109 à 103, Kareem Abdul-Jabbar inscrivant 27 points lors de cette défaite. Lors des deux matchs suivants, il inscrit 16 et 18 points, avec des pourcentages de réussite de 29,4 % puis 38,1 %, les Lakers menant la série par trois à deux avant de retourner à Los Angeles. Lors du sixième match, le pivot des Lakers obtient 32 points, 6 rebonds, 4 contres, lors d'une victoire 106 à 93 qui donne le titre aux Lakers. Sur ces séries éliminatoires, les statistiques de Kareem Abdul-Jabbar sont de 19,2 points, 6,8 rebonds, 2,0 passes, 1,9 contre.
Après ce titre NBA, le propriétaire des Lakers annonce qu'un nouveau contrat de deux ans a été signé avec son pivot, qui est aussi le capitaine de l'équipe. Celui-ci, qui se voit offrir un salaire annuel de 2 millions de dollars, est donc un joueur des Lakers jusqu'en 1989. Il présente des statistiques de 14,1 points, 5,5 rebonds, 1,5 passe, 1,5 contre sur la phase régulière. Les Lakers terminent avec le meilleur bilan de la ligue avec soixante-deux victoires. Après avoir éliminé les Spurs de San Antonio sur le score de trois à zéro, les Lakers s'imposent face au Jazz de l'Utah lors de la septième et ultime manche en demi-finale de conférence. Lors de cette série, que de nombreux joueurs de Los Angeles considèrent comme « la plus dure jouée depuis six saisons », le pivot des Lakers souffre face à la défense de Mark Eaton : il est limité à une réussite de 3 sur 13 aux tirs lors de la deuxième manche, puis de 3 sur 14 lors du match suivant. Revenus à deux partout sur le parquet de Salt Lake City, 20 points, 11 rebonds et 3 contres de Abdul-Jabbar, les Lakers s'imposent de peu lors de la cinquième rencontre, 111 à 109, puis s'inclinent 108 à 80 en Utah, et remportent le dernier match 109 à 98, 11 points, 6 rebonds, 3 passes, 4 contres. Lors de la série suivante, les Lakers sont de nouveau contraints à disputer une manche décisive face aux Mavericks de Dallas. Après deux victoires avec un écart de 15 et 22 points, 17 et 19 points du pivot des Lakers et 5 et 7 rebonds, les Lakers subissent deux défaites sur le parquet de leurs adversaires qui parviennent à gêner Abdul-Jabbar, 4 sur 12 aux tirs lors du match trois. Celui-ci réussit 21 points et 5 rebonds, puis 17 points et 7 rebonds lors des matchs cinq et sept mais il est limité à huit points et huit rebonds lors du match six remporté par Dallas à domicile. Avec des statistiques de 14,5 points, avec un pourcentage de réussite de 48,4 %, et 6,0 rebonds depuis le début des séries éliminatoires, Abdul-Jabbar se qualifie ainsi pour la neuvième série des Finales NBA de sa carrière, la septième avec la franchise des Lakers. Ceux-ci affrontent les Pistons de Detroit, qui s'imposent en Californie lors du premier match de la série, 105 à 93 avec 8 points, 4 sur 13 de Kareem Abdul-Jabbar. Celui-ci marque 15 et 12 points lors des deux matchs suivants, victoire des Lakers 108 à 96 puis 99 à 86. Detroit s'impose lors des deux matchs suivant, 111 à 86 puis 104 à 94, avec 26 points de Abdul-Jabbar, sa meilleure performance à la marque lors de la série. Malgré un 3 sur 14, celui-ci s'avère décisif lors du match suivant en inscrivant les deux derniers points de son équipe, deux lancers-francs, pour porter le score à 103 à 102 à quatorze secondes de la fin. Les Pistons ne parviennent pas à marquer par la suite, ce qui permet aux Lakers de disputer un match décisif. Les Lakers deviennent la première franchise NBA à réussir un back-to-back, deux titres consécutifs, depuis les Celtics en 1968 et 1969. Grâce à James Worthy, qui réussit un triple-double avec 36 points, 16 rebonds et 10 passes, les Lakers s'imposent 108 à 105.
Les Lakers, qui ambitionnent de remporter un troisième titre consécutif, le Three-peat, terminent la saison régulière 1988-1989 avec un bilan de cinquante-sept victoires et vingt-cinq défaites, obtenant la première place de conférence Ouest. Kareem Abdul-Jabbar, qui a annoncé sa retraite en début de saison, termine celle-ci avec des statistiques de 10,1 points, 4,5 rebonds, 1 passe, 1,1 contre, terminant cinquième meilleur marqueur et rebondeur de sa franchise, et meilleur contreur. Les Lakers commencent les playoffs par trois sweep : face aux Trail Blazzers de Portland, aux Supersonics de Seattle et aux Suns de Phoenix, ce qu'aucune franchise NBA n'a réussi jusqu'alors dans l'histoire de la NBA. Privé de Byron Scott, blessé pour l'ensemble de la série des Finales contre les Detroit Pistons, puis de Magic Johnson, blessé lors du deuxième match — il disputera 5 minutes lors du troisième match —, Kareem Abdul-Jabbar doit de nouveau assumer un rôle important en attaque, inscrivant ainsi 24 points et captant 13 rebonds lors du troisième match. Il dispute son dernier match le 13 juin 1989 au Forum d'Inglewood, lors du quatrième et dernier match de la série. Il réussit 7 points, 4 rebonds, 3 passes en 29 minutes et quitte le parquet à treize secondes du terme sous une standing ovation du public et du banc adverse. Les Detroit Pistons remportent cette Finale par 4 à 0.

### Carrière d'entraîneur
Après avoir fait de nombreuses conférences partout dans le monde notamment auprès des enfants, Abdul-Jabbar passe beaucoup de temps auprès des jeunes, dans le sud de la Californie, leur tenant un discours qui les encourage à rester à l'école. Toujours dans le cadre de ses activités de bienfaisance, il se porte volontaire pour enseigner le basket-ball auprès des jeunes de la Alchesay High School de la réserve indienne de Fort Apache. Il relate cette dernière expérience dans le livre A season on the reservation: my soujourn with the White Mountain Apache.
Kareem Abdul-Jabbar commence la carrière d'entraîneur en février 1999, dans un poste d'assistant de Jim Todd, qui vient alors d'être nommé à la place de Chris Ford à la tête des Clippers de Los Angeles. Sa tâche principale est la formation de Michael Olowokandi, premier choix de la draft 1998. Dennis Johnson est l'autre assistant de Jim Todd. Ce dernier n'est pas prolongé au terme de la saison, tout comme Kareem Abdul-Jabbar. L'année suivante, il travaille avec les SuperSonics de Seattle. En 2002, il est désigné entraîneur en chef de la franchise du Storm de l'Oklahoma en United States Basketball League, équipe qu'il conduit au titre en battant Kansas par 122 à 109.
Il postule au titre d'entraîneur des Lions de l'université Columbia mais il n'est pas retenu. En 2004, il est recruté par les Knicks de New York qui l'utilisent finalement dans un poste de scouting.
En septembre 2005, il est recruté par son ancienne franchise des Lakers de Los Angeles pour occuper un rôle d'assistant spécial. Il prend en charge la formation de Andrew Bynum, récemment drafté. Cette collaboration dure jusqu'en 2009, le jeune pivot des Lakers décidant alors qu'il a suffisamment appris de son ainé.
Après le départ de Phil Jackson, Abdul-Jabbar n'est pas conservé en tant qu'assistant spécial.

## Style de jeu

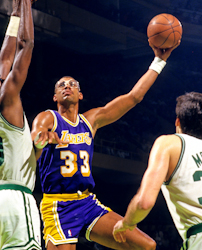
Abdul-Jabbar réalisant un bras roulé sous le maillot des Lakers en 1987.

Le skyhook est unanimement associé à Kareem Abdul-Jabbar qui a fait de ce tir son arme maîtresse. Le tir, alors connu sous le nom de hook, est initialement créé par George Mikan, grand pivot des Lakers de Minneapolis, puis utilisé par Cliff Hagan dans les années 1950-1960. C'est un commentateur des Bucks de Milwaukee, Eddie Doucette, qui lui donnera le nom de skyhook en 1974 lors du sixième match des Finales NBA 1974. Kareem-Abdul-Jabbar commence à utiliser ce tir en Fifth grade alors qu'il joue avec des joueurs plus âgés que lui. Ce tir est alors le seul tir qui lui permet de marquer sans être contré. La NCAA ayant adopté une règle, connue sous le nom d'Alcindor rule, qui interdit le dunk, il continue à développer ce tir en université. La plupart de ses points sur l'ensemble de sa carrière sont marqués grâce à ce tir, comme celui qui lui permet de devenir le meilleur marqueur de l'histoire. Il a la particularité de pouvoir tenter et réussir ce tir avec les deux mains. Celui-ci part d'une position dos au panier. Le joueur fait un mouvement parallèlement au panier puis, lors de l'extension, il pivote son corps pour être perpendiculaire au panier. Avec le bras le plus proche de celui-ci, il assure une protection contre le contre. Son bras opposé, avec le ballon, est tendu au-dessus de la tête avant de lancer le ballon vers le panier. La maîtrise de son tir fait qu'il fait souvent l'objet de prises à deux, ou à trois, en défense, ce qui libère des espaces pour ses coéquipiers qu'il peut alors trouver par un bon jeu de passe.
C'est un joueur exigeant, qui travaille beaucoup au fil des années pour améliorer son endurance et sa force, prenant exemple sur son père qui avait besoin d'une condition physique exemplaire dans son métier. Il utilise également d'autres techniques, alors non utilisées dans le milieu du basket-ball, pour améliorer sa condition physique, le tai chi ou le yoga.

## Vie privée
Kareem Abdul-Jabbar se marie en 1971 avec Janice Brown, de Los Angeles. Celle-ci prend le prénom de Habiba. Ce mariage est la cause d'une discorde qui dure plusieurs années entre Kareem Abdul-Jabbar et ses parents, ceux-ci, de confession catholique, se voyant refuser l'accès à la mosquée sans que le joueur soit mis au courant. Bien qu'ils se séparent en 1973 après la naissance de leur premier enfant, une fille prénommée Habiba, le couple a deux autres enfants, Karim Junior, puis une deuxième fille, Sultana. Le couple divorce finalement en 1978. En 1980, Kareem-Abdul-Jabbar a un quatrième enfant, Amir Abdula, dont la mère est Cheryl Pistono. Kareem Abdul-Jabbar a un troisième fils, Adam, issu d'une autre relation. Celui-ci, qui fait des études de médecine, aide son père à lutter contre la maladie. En effet, en novembre 2009, son père annonce qu'il souffre d'une leucémie myéloïde chronique depuis près d'un an. Mais, le 5 février 2011, il annonce sur son compte Twitter en être complètement guéri.

## Autres activités

### Cinéma et télévision
Kareem Abdul-Jabbar, qui porte le nom de Lew Alcindor, a pris des cours d'arts martiaux durant sa jeunesse. Lors de la période universitaire, il désire continuer dans cette discipline et prend des cours avec Bruce Lee, qui devient rapidement son ami. Alors que celui-ci vient de terminer La Fureur du dragon, il invite Kareem Abdul-Jabbar à Hong Kong pour tourner quelques scènes du film Le Jeu de la mort (Game of Death). Bruce Lee trouve la mort l'année suivante à la fin du tournage d'Opération Dragon, avant d'avoir le temps de reprendre le tournage du Jeu de la mort.
En 1980, Kareem Abdul-Jabbar tourne dans le film Y a-t-il un pilote dans l'avion ? (Airplane!), de Jim Abrahams où il joue le rôle du copilote Roger Murdock. Dans une scène avec un enfant, celui-ci le reconnaît en tant que Kareem Abdul-Jabbar, joueur des Lakers de Los Angeles. Devant les dénégations du copilote, l'enfant déclare que son père considère Abdul-Jabbar comme un joueur qui ne court pas sur le terrain, excepté en playoffs.
Il fait d'autres apparitions au cinéma ou dans des séries, jouant souvent son propre rôle, comme dans l'épisode 16 de la huitième et dernière saison de La Fête à la maison en 1994, l'épisode six du Prince de Bel Air en 1994, Fletch en 1985, BASEketball en 1998, l'épisode douze de la cinquième saison de Scrubs en 2006 ainsi que dans l'épisode 20 de la saison 1 de New Girl. Il joue également dans Mannix en 1970, Arnold et Willy en 1980 et 1982 ou 21 Jump Street en et Le Fléau en 1994.
Il tourne également dans la série L'Homme de l'Atlantide avec Patrick Duffy, dans le quatrième épisode (intitulé Giant ou « le géant ») de la seconde saison diffusé aux États-Unis le 25 octobre 1977 sur NBC et en France le 29 avril 1979 sur TF1.
En 2018 il participe à la 26e édition de Dancing with the Stars.
En 2019 il apparaît dans la série The Big Bang Theory où il joue son propre rôle aux côtés de Joe Manganiello, William Shatner et Kevin Smith dans le seizième épisode de la saison 12.
Il apparaît également dans la série IZombie où il incarne le rôle de Zed, un conseiller municipal, dans le deuxième épisode de la saison 5.
En 2021, il joue son propre rôle dans la saison 2 de Dave, l'épisode porte son nom. Il apparaît également dans son propre rôle dans le film Glass Onion : Une histoire à couteaux tirés (2022) de Rian Johnson.

### Littérature

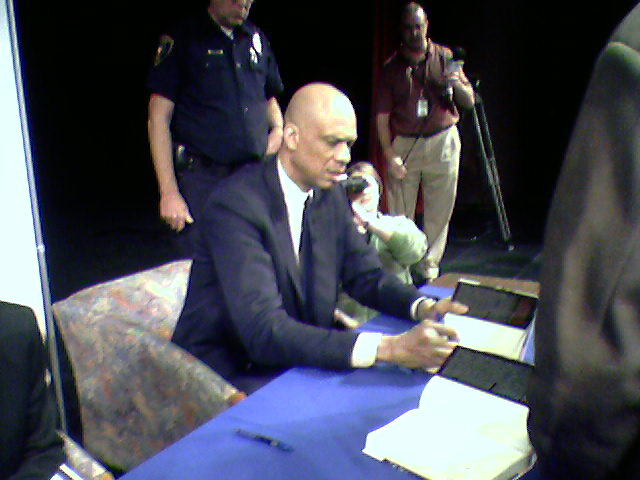
Kareem Abdul-Jabbar lors d'une séance d'autographes.

En 1983, il écrit son premier livre Giant steps, une autobiographie, le titre étant un hommage à l'album de John Coltrane, Giant Steps.
Il écrit entre autres Brothers in Arms: The Epic Story of the 761st Tank Battalion, WWII's Forgotten Heroes, livre contant l'histoire du 761e Tank Battalion, bataillon de chars composé de noirs américains pendant la Seconde Guerre mondiale.
En 2007, il publie On the Shoulders of Giants: My Journey Through the Harlem Renaissance, livre relatant l'histoire des Harlems Rens, équipe noire des années 1920 et 1930. Celui-ci est suivi d'un documentaire relatant cette histoire.
En 2015, il publie un roman, Mycroft Holmes, co-signé avec Anna Waterhouse. Il est traduit et publié en français par Bragelonne en 2016.

### Politique

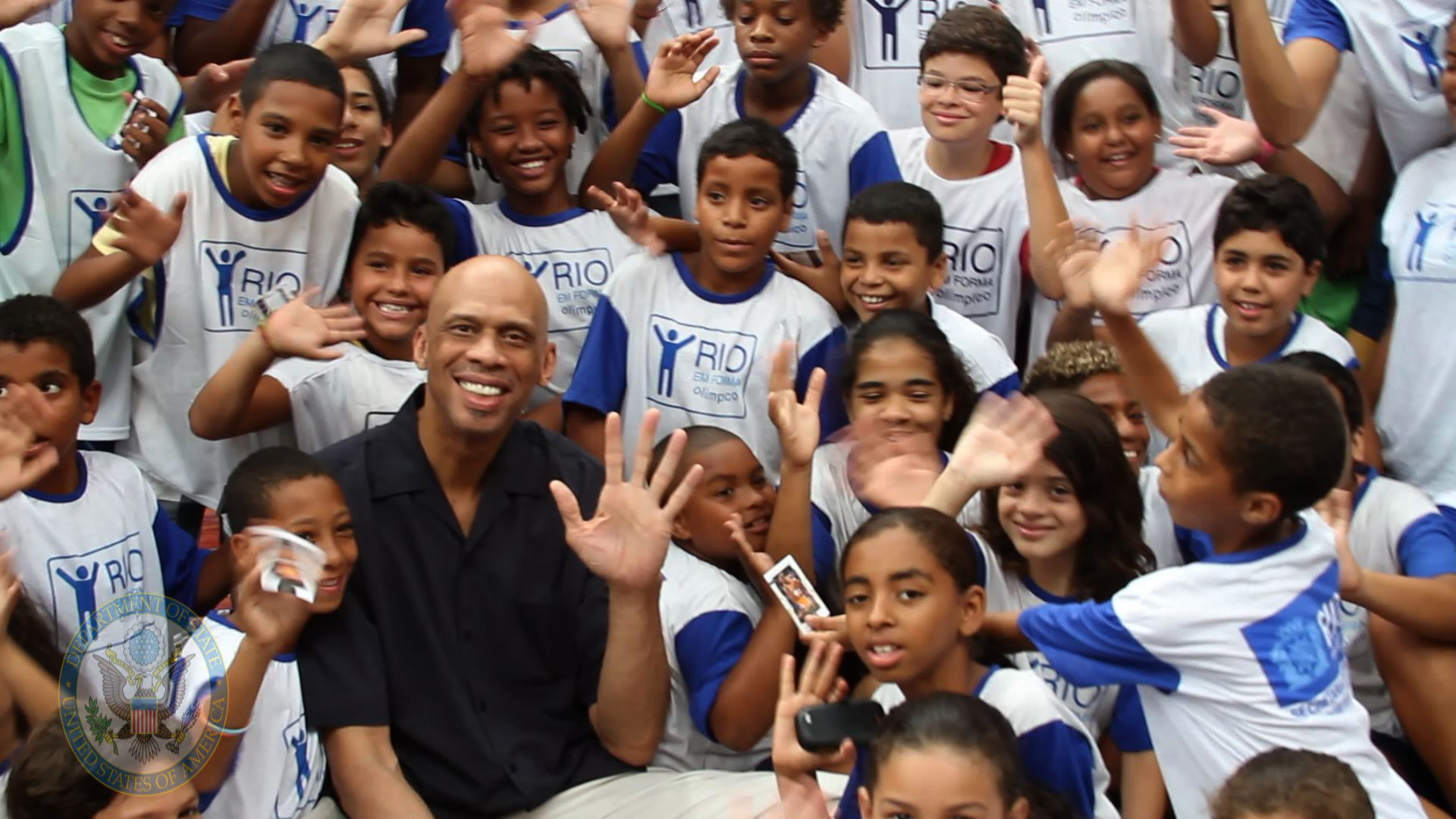
Kareem Abdul-Jabbar à Rio de Janeiro en 2012 en tant qu'ambassadeur culturel auprès de la présidence des États-Unis.

En 1967, à Cleveland, il participe à un meeting de soutien à Mohamed Ali, en conflit avec les services de recrutement de l'armée américaine,.
En 1968, il participe à une organisation nommée Olympic Project for Human Rights, fondée par Harry Edwards, dont le but est de lutter contre la ségrégation raciale aux États-Unis mais aussi dans le monde, principalement en Afrique du Sud. Alcindor décide de boycotter les Jeux olympiques d'été de 1968, certains des autres membres décidant de participer : ainsi les athlètes Tommie Smith et John Carlos estiment qu'ils seront plus utiles en participant, leur forfait pouvant être plus facilement remplacé par d'autres noirs dans la sélection américaine. Alcindor déclare également à l'époque ne pas participer aux jeux pour favoriser ses études qui ont pris du retard à l'automne 1968.
En 2008, il apparaît dans le clip Yes We Can en soutien de Barack Obama. En juillet 2011 il renonce, pour des raisons politiques, à se rendre au festival international de cinéma à Jérusalem où il a été invité par le ministère israélien des Affaires étrangères. En 2012, il est nommé par Hillary Clinton ambassadeur culturel auprès de la présidence des États-Unis.
À l'occasion de Noël 2015, il s'inquiète des propositions discriminatoires contre les musulmans américains, notamment de Donald Trump, en réaction au terrorisme djihadiste et appelle à la concorde entre les religions chrétienne, juive et musulmane. Après la fusillade à Dallas qui cause la mort de cinq policiers, consécutive à deux homicides de personnes noires par des policiers blancs début juillet 2016, il publie une tribune dans laquelle il condamne les assassins de policiers mais rappelle les chiffres des centaines de Noirs abattus par la police et appelle à une réforme des méthodes de la police, tout en dénonçant le lobby des armes : « Killers are not freedom fighters (...) Hopelessness leads to violence ».

## Titres et distinctions personnelles

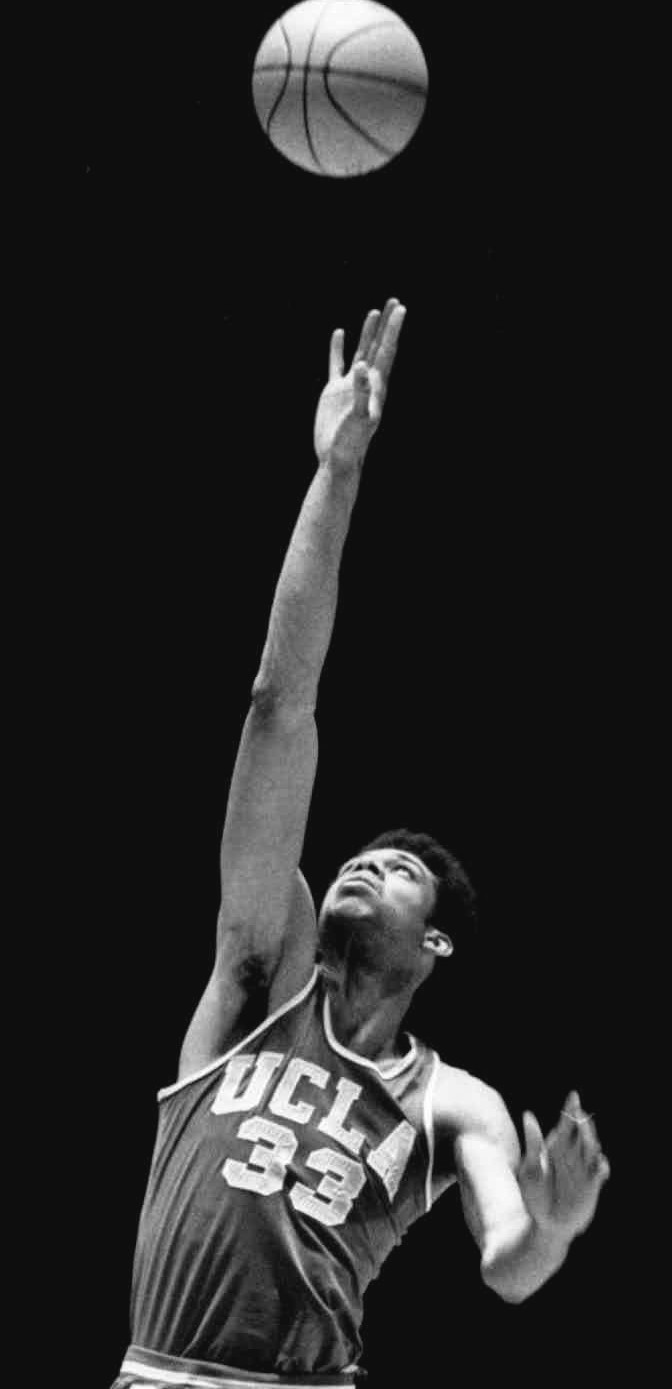
Kareem Abdul-Jabbar en 1969.

Lew Alcindor est souvent reconnu comme le meilleur joueur universitaire de l'histoire,,, devançant selon les classements Pete Maravich, Oscar Robertson, Bill Walton ou Bill Russell. Dès sa première saison, en 1967, il remporte la plupart des trophées universitaires existant : l' Associated Press College Basketball Player of the Year, le USBWA men's player of the year award, le Sporting News Men's College Basketball Player of the Year, le Helms Foundation College Basketball Player of the Year et le UPI College Basketball Player of the Year. En 1968, il remporte de nouveaux les trophées de USBWA men's player of the year award et Helms Foundation College Basketball Player of the Year. Lors de sa dernière saison en NCAA, il remporte de nouveau les titres de joueur de l'année de l'Associated Press, du Sporting News, de l'UPI, ainsi que de la Helms Foundation, premier et seul joueur à obtenir ce trophée à trois reprises. Il est le premier récipiendaire du Naismith College Player of the Year en 1969.
L'Amateur Athletic Foundation of Los Angeles le désigne All-American en 1967, 1968, 1969, tout comme Associated Press, l'United States Basketball Writers Association et le National Association of Basketball Coaches. Il est ainsi désigné dans la Consensus All-America First Team lors de ces trois saisons.
Il est le premier et seul joueur de l'histoire à remporter trois titres de meilleur joueur du tournoi NCAA, ou Most Outstanding Player, en 1967, 1968 et 1969.
Le 3 février 1990, il est honoré par son équipe des Bruins qui retire son no 33 au plafond du Pauley Pavilion lors d'une cérémonie où Bill Walton est également honoré de la même façon, cette date commémorant également le vingt-cinquième anniversaire de la salle.
En 2006, il figure dans la classe initiale de cent-quatre-vingt personnes, joueurs, entraîneurs, dirigeants, introduites au sein du National Collegiate Basketball Hall of Fame, temple de la renommée dédié au basket-ball universitaire américain, ces cent-quatre-vingt personnes étant représentées par Oscar Robertson, Bill Russell, Dean Smith, John Wooden et la famille du Dr James Naismith.
Durant sa carrière professionnelle en National Basketball Association (NBA), il accumule de nombreux titres et distinctions. Il remporte six titres de champion NBA, en 1971 avec les Bucks de Milwaukee et en 1980, 1982, 1985, 1987 et 1988 avec les Lakers de Los Angeles. Il dispute également quatre Finales NBA, contre les Celtics de Boston en 1974 avec les Bucks de Milwaukee, et contre les 76ers de Philadelphie en 1983, contre les Celtics de Boston en 1984 et contre les Pistons de Détroit en 1989 avec les Lakers de Los Angeles. Ces dix participations sont dues à dix titres de champion de la Conférence Ouest : en 1971 et 1974 avec les Bucks de Milwaukee, et en 1980, 1982, 1983, 1984, 1985, 1987, 1988 et 1989 avec les Lakers de Los Angeles. Il obtient quatre titres de Champion de la Division Midwest en 1971, 1972, 1973 et 1974 avec les Bucks de Milwaukee et dix titres de la Division Pacifique en 1977, 1980, 1982, 1983, 1984, 1985, 1986, 1987, 1988 et 1989 avec les Lakers de Los Angeles.
À titre individuel, il obtient le titre de NBA Rookie of the Year en 1970, saison où il figure dans le NBA All-Rookie First Team. Dès la saison suivante, il obtient le premier de ses six titres de NBA Most Valuable Player de la saison régulière, trois avec les Bucks de Milwaukee en 1971, 1972 et 1974 puis trois avec les Lakers de Los Angeles en 1976, 1977 et 1980. Ces six titres font de lui le joueur le plus titré pour cette distinction. Lors de ses six victoires en finales, il obtient deux titres de NBA Finals Most Valuable Player Award en 1971 et 1985. Il est élu à quinze reprises dans une All-NBA Team, dix en All-NBA First Team en 1971, 1972, 1973, 1974, 1976, 1977, 1980, 1981, 1984 et 1986, et cinq en All-NBA Second Team en 1970, 1978, 1979, 1983 et 1985. Cela fait de lui le joueur comptant le deuxième plus grand nombre de sélections en All-NBA Team avec Kobe Bryant et Tim Duncan (derrière LeBron James). Ses qualités défensives lui permettent d'obtenir cinq sélections dans le premier cinq défensif, NBA All-Defensive First Team, en 1974, 1975, 1979, 1980 et 1981 et six sélections dans le deuxième cinq, NBA All-Defensive Second Team, en 1970, 1971, 1976, 1977, 1978 et 1984, soit onze sélections en NBA All-Defensive Team.
Il est le joueur comptant le plus de sélections au NBA All-Star Game, avec dix-neuf sélections, avant d'être dépassé en 2024 par LeBron James, et dix-huit participations. Sélectionné pour l'édition de 1973, il est absent pour raisons personnelles. Il n'est pas sélectionné en 1978 en raison d'une blessure à la main qui le prive de vingt-deux matchs avant le All-Star Game.
Son maillot, le no 33, porté en l'honneur de Mel Triplett,, est retiré par les Lakers de Los Angeles le 20 mars 1990 lors d'une rencontre contre les Hornets de Charlotte. Le 24 avril 1993, ce sont les Bucks de Milwaukee qui retirent son maillot.
En 1995, il est introduit au sein du Basketball Hall of Fame.
En 2012, Les Lakers honorent une deuxième fois son ancien pivot en érigeant une statue sur la Star Plazza où se situe le Staples Center, celle-ci rejoignant celle de Magic Johnson, Jerry West, Wayne Gretzky, Oscar De La Hoya et Chick Hearn.
Le 22 novembre 2016, Barack Obama lui décerne la médaille présidentielle de la Liberté.
À noter que depuis 2021, la NBA décerne chaque année un "prix Kareem Abdul-Jabbar" pour honorer le joueur qui s'est le plus investi dans la justice sociale durant la saison écoulée.

## Statistiques

### Statistiques en NCAA
Lew Alcindor est l'un des meilleurs joueurs en termes de statistiques de l'histoire des Bruins d'UCLA. Il est le joueur qui possède la meilleure moyenne de points durant sa carrière universitaire avec les Bruins avec 26,4, et il est le deuxième marqueur en termes de total de points avec 2 325, derrière Don MacLean, 2 608 points (réalisés sur quatre saisons, de 1989 à 1992).Il est également deuxième pour le total de rebond avec 1 367 derrière les 1 370 de Bill Walton. Il est également le joueur des Bruins ayant réussi le plus de paniers avec 943, record qui est égalé par Don MacLean. Son total de 346 paniers réussis en 1967 est le meilleur total sur une saison. Son nombre de lancers-francs tentés sur cette dernière saison, 274, est également le meilleur total de l'école. Sa moyenne de 29,0 points lors de cette même année 1967 est également un record, tout comme son nombre de points sur une saison, 870 en 1967. Il détient également les quatrième, 734 points en 1968, et cinquième performance, 721 en 1969. Dans la statistique du rebond, son total de 466 prises réussies en 1967 est le deuxième total de l'école.. Il est également quatrième en 1968 avec 561 et cinquième en 1969 avec 440.
Il détient les cinq meilleures performances individuelles sur une rencontre à la marque, avec un record de 61 points établis contre les Cougars de Washington State en février 1967, 56 points lors de son premier match NCAA le 3 décembre 1966 contre les Trojans d'USC. Les trois scores suivants sont 45, établis à deux reprises en janvier et décembre 1967, et 44 points en janvier 1968.
Il réussit à vingt-sept reprises 30 points ou plus, et vingt-cinq fois 20 rebonds ou plus, ce qui constitue dans les deux cas le record de l'école.
| Année     | Équipe | Matches | Tirs | Tirs | Tirs   | LF  | LF  | LF     | Rebonds | Rebonds | Points | Points |
| Année     | Équipe | Matches | R    | T    | %      | R   | T   | %      | Tot.    | Moy.    | Tot.   | Moy.   |
| --------- | ------ | ------- | ---- | ---- | ------ | --- | --- | ------ | ------- | ------- | ------ | ------ |
| 1966-1967 | UCLA   | 30      | 11,5 | 17,3 | 66,7 % | 5,9 | 9,1 | 65,0 % | 466     | 15,5    | 870    | 29,0   |
| 1967-1968 | UCLA   | 28      | 10,5 | 17,1 | 61,3 % | 5,2 | 8,5 | 61,6 % | 461     | 16,5    | 734    | 26,2   |
| 1968-1969 | UCLA   | 30      | 10,1 | 15,9 | 63,5 % | 3,8 | 6,3 | 61,2 % | 440     | 14,7    | 721    | 24,0   |
| Carrière  | UCLA   | 88      | 10,7 | 16,8 | 63,9 % | 5,0 | 7,9 | 62,8 % | 1367    | 15,5    | 2325   | 26,4   |

### Statistiques en NBA

#### Records
Jusqu'au 7 février 2023, Kareem Abdul-Jabbar était détenteur de l'un des records les plus importants de la NBA, celui du nombre de points marqués en carrière avec 38 387. Il détenait celui-ci depuis le 5 avril 1984, date à laquelle il dépasse le précédent record de 31 419 points établi par Wilt Chamberlain. Ce record est aujourd'hui détenu par LeBron James.
Il détient également pendant une période le record de points réussis en playoffs, depuis le 2 juin 1985, où il bat le record de 4 457 points alors détenu par Jerry West. Son total de 5 762 points est battu en juin 1998 par Michael Jordan en finale de conférence Est et en mai 2017 par LeBron James en finale de conférence Est. 
Il détient par ailleurs les records du nombre de paniers tentés, 28 307, et réussis, 15 837. Bien qu'il ne soit que troisième avec 4 422 pour le nombre de paniers tentés en playoffs au terme de la saison 2014-2015, derrière Kobe Bryant et Michael Jordan, il est toujours en tête du classement du nombre de tirs marqués avec 2 356 au terme de la saison 2014-2015.
Après avoir établi un nouveau record de matchs joués, le précédent étant la propriété de Elvin Hayes avec 1 303, il est devancé par Robert Parish à partir d'avril 1996, 1 611 contre 1 560. Il est toutefois le joueur ayant disputé le plus de minutes en saison régulière avec 57 446. 
Nota : Si l'on comptabilise les matchs de playoff, Kareem Abdul Jabbar a disputé un record de 1797 matchs nba au total (1560 en saison régulière et 237 en playoff), soit deux de plus que Robert Parish (184 matchs en playoff en plus de ses 1611 rencontres de saison régulière).
Il détient de nombreuses années le record du nombre de contres réalisés, cette statistique étant officiellement reconnue par la NBA à partir de la saison NBA 1973-1974, saison où il est devancé par Elmore Smith. Il prend la tête de ce classement lors de la saison NBA 1976-1977 et termine sa carrière avec un total de 3 189. Ce record est battu par Hakeem Olajuwon en avril 1996, celui-ci le portant à 3 830. Après la saison 2014-2015, Abdul-Jabbar est toujours troisième de ce classement. Tim Duncan le prive du record de contres en playoffs en juin 2012 en dépassant la marque de 476 contres.
Son total de 17 440 rebonds le place au quatrième du classement combinant NBA et ABA, et troisième derrière Wilt Chamberlain et Bill Russell pour la seule NBA. Pour le total du nombre de rebonds en playoffs, ses 2 481 prises le place quatrième, Shaquille O'Neal s'intercalant à la troisième place, Russell devançant Chamberlain.
En mars 1987, il dépasse le précédent record de Elvin Hayes, 4 193, pour le nombre de fautes personnelles, record qu'il porte à 4 657 à la fin de sa carrière, record qui est toujours actif à la fin de la saison 2014-2015.
Kareem Abdul-Jabbar détient de nombreux records statistiques pour la franchise des Bucks de Milwaukee. Bien qu'il ne figure pas dans les dix meilleurs joueurs en terme du nombre de matchs disputés avec 467, ses 14 211 points et sa moyenne de 30,4 lui assurent la première place pour ces statistiques. Il domine également la statistique du rebond avec une moyenne de 15,3 et un total de 7 161 prises. Bien que la statistique du contre ne soit officiellement reconnue que lors de ses deux dernières saisons avec les Bucks, il figure dans le Top 10 de la franchise avec 495 contres, sa moyenne de 3,4 le plaçant au premier rang. Kareem Abdul-Jabbar est par ailleurs le joueur de Milwaukee ayant réussi et tenté le plus de tirs avec respectivement 5 902 et 10 787 tirs.
Kareem Abdul-Jabbar est également un joueur important de la franchise des Lakers de Los Angeles : ses 24 176 points le placent au troisième rang des marqueurs de la franchise, derrière Kobe Bryant et Jerry West. Il est deuxième de la statistique du rebond avec 11 463 prises derrière Elgin Baylor, Abdul-Jabbar dominant avec 2 494 et 7 785 les statistiques du rebond offensif et défensif,. Ses 2 694 contres le placent en tête pour la franchise devant Shaquille O'Neal. Il est seulement devancé par Kobe Bryant pour le nombre de matchs disputés sous le maillot des Lakers avec 1 093.
Il termine sa carrière avec le record de minutes jouées en play-offs. Ses 8 852 minutes jouées ne seront battues qu'en 2014 par Tim Duncan.

#### Statistiques en saison régulière
En ce qui concerne les statistiques établies sur une saison, Kareem Abdul-Jabbar termine meilleur marqueur de la saison régulière en 1971 et 1972. Cela se traduit également par le plus grand nombre de points marqués sur une saison en 1971 avec 2 596 points et en 1972 avec 2 874 points. Il termine premier de cette même statistique en 1970 avec 2 361 points, mais termine avec la deuxième moyenne derrière Jerry West.
Il termine également meilleur rebondeur en 1976 avec 16,9 rebonds par match, son total de 1 383 prises lui permettant de terminer premier de ligue, tout comme en 1977 avec 1 090. Lors de ces deux dernières saisons, il est le joueur totalisant le plus grand nombre de rebonds défensifs sur une saison avec 1 111 en 1976 et 824 en 1977. Dans la statistique du contre, il termine en tête de la ligue en 1975, 1976, 1979 et 1980 avec des moyennes de 3,3, 4,1 4,0 et 3,4.
Avec 338 contres en 1976, 261 en 1977, 316 en 1979 et 280 en 1980, il termine à la première place du plus grand nombre de réussites sur une saison.
Joueur le plus adroit aux tirs en 1977 avec 57,79 %, il est le joueur ayant réussi le plus de tirs en 1970 avec 938, 1971 (1 063), 1972 (1 159) — saison où il est également le joueur ayant tenté le plus de tirs avec 2 019 —, en 1974 (948), et en 1977 (888).
Il termine également en tête dans d'autres statistiques : joueur ayant disputé le plus nombre de minutes en 1976 avec 3 379 minutes. Il est également le joueur ayant la meilleure efficacité sur le terrain (Player Efficiency Rating) en 1971 (29,0), 1972 (29,9), 1973 (28,5), 1975 (26,4), 1976 (27,2), 1977 (27,8), 1978 (29,2), 1979 (25,5), et en 1981 (25,5).
| Champion NBA | MVP de la saison | Recrue/rookie de la saison | Meilleur joueur de cette catégorie statistique de la saison |

| Année    | Équipe | Matches | Matches | Min. | Tirs | Tirs | Tirs   | 3 pts | 3 pts | 3 pts  | LF  | LF  | LF     | Rebonds | Rebonds | Rebonds | Rebonds | Pd  | Int | C   | Bp  | FP  | Points | Points |
| Année    | Équipe | MJ      | Tit     | Min. | R    | T    | %      | R     | T     | %      | R   | T   | %      | Ro      | Rd      | Moy.    | Tot.    | Pd  | Int | C   | Bp  | FP  | Tot.   | Moy.   |
| -------- | ------ | ------- | ------- | ---- | ---- | ---- | ------ | ----- | ----- | ------ | --- | --- | ------ | ------- | ------- | ------- | ------- | --- | --- | --- | --- | --- | ------ | ------ |
| 1969-70  | MIL    | 82      | 82      | 43,1 | 11,4 | 22,1 | 51,8 % |       |       |        | 5,9 | 9,1 | 65,3 % |         |         | 14,5    | 1190    | 4,1 |     |     |     | 3,5 | 2361   | 28,8   |
| 1970-71  | MIL    | 82      | 82      | 40,1 | 13,0 | 22,5 | 57,7 % |       |       |        | 5,7 | 8,3 | 69,0 % |         |         | 16,0    | 1311    | 3,3 |     |     |     | 3,2 | 2596   | 31,7   |
| 1971-72  | MIL    | 81      | 81      | 44,2 | 14,3 | 24,9 | 57,4 % |       |       |        | 6,2 | 9,0 | 68,9 % |         |         | 16,6    | 1346    | 4,6 |     |     |     | 2,9 | 2822   | 34,8   |
| 1972-73  | MIL    | 76      | 76      | 42,8 | 12,9 | 23,3 | 55,4 % |       |       |        | 4,3 | 6,1 | 71,3 % |         |         | 16,1    | 1224    | 5,0 |     |     |     | 2,7 | 2292   | 30,2   |
| 1973-74  | MIL    | 81      | 81      | 43,8 | 11,7 | 21,7 | 53,9 % |       |       |        | 3,6 | 5,2 | 70,2 % | 3,5     | 11,0    | 14,5    | 1178    | 4,8 | 1,4 | 3,5 |     | 2,9 | 2191   | 27,0   |
| 1974-75  | MIL    | 65      | 64      | 42,3 | 12,5 | 24,4 | 51,3 % |       |       |        | 5,0 | 6,6 | 76,3 % | 3,0     | 11,0    | 14,0    | 912     | 4,1 | 1,0 | 3,3 |     | 3,2 | 1949   | 30,0   |
| 1975-76  | LAL    | 82      | 82      | 41,2 | 11,1 | 21,1 | 52,9 % |       |       |        | 5,5 | 7,8 | 70,3 % | 3,3     | 13,5    | 16,9    | 1383    | 5,0 | 1,5 | 4,1 |     | 3,6 | 2275   | 27,7   |
| 1976-77  | LAL    | 82      | 82      | 36,8 | 10,8 | 18,7 | 57,9 % |       |       |        | 4,6 | 6,5 | 70,1 % | 3,2     | 10,0    | 13,3    | 1090    | 3,9 | 1,2 | 3,2 |     | 3,2 | 2152   | 26,2   |
| 1977-78  | LAL    | 62      | 62      | 36,5 | 10,7 | 19,4 | 55,0 % |       |       |        | 4,4 | 5,6 | 78,3 % | 3,0     | 9,9     | 12,9    | 801     | 4,3 | 1,7 | 3,0 | 3,4 | 2,9 | 1600   | 25,8   |
| 1978-79  | LAL    | 80      | 80      | 39,5 | 9,7  | 16,8 | 57,7 % |       |       |        | 4,4 | 5,9 | 73,6 % | 2,6     | 10,2    | 12,8    | 1025    | 5,4 | 1,0 | 4,0 | 3,5 | 2,9 | 1903   | 23,8   |
| 1979-80  | LAL    | 82      | 81      | 38,3 | 10,2 | 16,9 | 60,4 % | 0,0   | 0,0   | 0,0 %  | 4,4 | 5,8 | 76,5 % | 2,3     | 8,5     | 10,8    | 886     | 4,5 | 1,0 | 3,4 | 3,6 | 2,6 | 2034   | 24,8   |
| 1980-81  | LAL    | 80      | 80      | 37,2 | 10,5 | 18,2 | 57,4 % | 0,0   | 0,0   | 0,0 %  | 5,3 | 6,9 | 76,6 % | 2,5     | 7,8     | 10,3    | 821     | 3,4 | 0,7 | 2,9 | 3,1 | 3,1 | 2095   | 26,2   |
| 1981-82  | LAL    | 76      | 76      | 35,2 | 9,9  | 17,1 | 57,9 % | 0,0   | 0,0   | 0,0 %  | 4,1 | 5,8 | 70,6 % | 2,3     | 6,4     | 8,7     | 659     | 3,0 | 0,8 | 2,7 | 3,0 | 2,9 | 1818   | 23,9   |
| 1982-83  | LAL    | 79      | 79      | 32,3 | 9,1  | 15,5 | 58,8 % | 0,0   | 0,0   | 0,0 %  | 3,5 | 4,7 | 74,9 % | 2,1     | 5,4     | 7,5     | 592     | 2,5 | 0,8 | 2,2 | 2,5 | 2,8 | 1722   | 21,8   |
| 1983-84  | LAL    | 80      | 80      | 32,8 | 9,0  | 15,5 | 57,8 % | 0,0   | 0,0   | 0,0 %  | 3,6 | 4,9 | 72,3 % | 2,1     | 5,2     | 7,3     | 587     | 2,6 | 0,7 | 1,8 | 2,8 | 2,6 | 1717   | 21,5   |
| 1984-85  | LAL    | 79      | 79      | 33,3 | 9,2  | 15,3 | 59,9 % | 0,0   | 0,0   | 0,0 %  | 3,7 | 5,0 | 73,2 % | 2,1     | 5,8     | 7,9     | 622     | 3,2 | 0,8 | 2,1 | 2,5 | 3,0 | 1735   | 22,0   |
| 1985-86  | LAL    | 79      | 79      | 33,3 | 9,6  | 16,9 | 56,4 % | 0,0   | 0,0   | 0,0 %  | 4,3 | 5,6 | 76,5 % | 1,7     | 4,4     | 6,1     | 478     | 3,5 | 0,8 | 1,6 | 2,6 | 3,1 | 1846   | 23,4   |
| 1986-87  | LAL    | 78      | 78      | 31,3 | 7,2  | 12,7 | 56,4 % | 0,0   | 0,0   | 33,3 % | 3,1 | 4,4 | 71,4 % | 1,9     | 4,8     | 6,7     | 523     | 2,6 | 0,6 | 1,2 | 2,4 | 3,1 | 1366   | 17,5   |
| 1987-88  | LAL    | 80      | 80      | 28,9 | 6,0  | 11,3 | 53,2 % | 0,0   | 0,0   | 0,0 %  | 2,6 | 3,4 | 76,2 % | 1,5     | 4,5     | 6,0     | 478     | 1,7 | 0,6 | 1,2 | 2,0 | 2,7 | 1165   | 14,6   |
| 1988-89  | LAL    | 74      | 74      | 22,9 | 4,2  | 8,9  | 47,5 % | 0,0   | 0,0   | 0,0 %  | 1,6 | 2,2 | 73,9 % | 1,4     | 3,1     | 4,5     | 334     | 1,0 | 0,5 | 1,1 | 1,3 | 2,6 | 748    | 10,1   |
| Carrière |        | 1560    | 1558    | 36,8 | 10,2 | 18,1 | 55,9 % | 0,0   | 0,0   | 5,6 %  | 4,3 | 6,0 | 72,1 % | 2,4     | 7,6     | 11,2    | 17440   | 3,6 | 0,9 | 2,6 | 2,7 | 3,0 | 38387  | 24,6   |

gras = Meilleures performances de la ligue

#### Statistiques enplayoffs
Kareem Abdul-Jabbar termine à cinq reprises avec la meilleure moyenne des playoffs : 35,2 en 1970, 28,7 en 1972, 32,2 en 1974, 34,6 en 1977 et 27,1 en 1983 et avec le meilleur total de points à trois reprises, en 1974 avec 515, 1980 avec 479 et en 1983 avec 406. Meilleur rebondeur en 1977 avec une moyenne de 17,7, il totalise le meilleur total avec 253 en 1974. Il est le meilleur contreur des playoffs en 1974, 1977, 1978, 1979, 1980, 1983 et termine avec le meilleur total en 1974, 1980, 1983, 1984, 1988.
| Champion NBA | MVP des finales NBA |

| Année    | Équipe | Matches | Matches | Min. | Tirs | Tirs | Tirs   | 3 pts | 3 pts | 3 pts  | LF  | LF   | LF     | Rebonds | Rebonds | Rebonds | Rebonds | Pd  | Int | C   | Bp  | FP  | Points | Points |
| Année    | Équipe | MJ      | Tit     | Min. | R    | T    | %      | R     | T     | %      | R   | T    | %      | Rd      | Ro      | Moy.    | Tot.    | Pd  | Int | C   | Bp  | FP  | Tot.   | Moy.   |
| -------- | ------ | ------- | ------- | ---- | ---- | ---- | ------ | ----- | ----- | ------ | --- | ---- | ------ | ------- | ------- | ------- | ------- | --- | --- | --- | --- | --- | ------ | ------ |
| 1969-70  | MIL    | 10      |         | 43,5 | 13,9 | 24,5 | 56,7 % |       |       |        | 7,4 | 10,1 | 73,3 % |         |         | 16,8    | 168     | 4,1 |     |     |     | 2,5 | 352    | 35,2   |
| 1970-71  | MIL    | 14      |         | 41,2 | 10,9 | 21,1 | 51,5 % |       |       |        | 4,9 | 7,2  | 67,3 % |         |         | 17,0    | 238     | 2,5 |     |     |     | 3,2 | 372    | 26,6   |
| 1971-72  | MIL    | 11      |         | 46,4 | 12,6 | 28,9 | 43,7 % |       |       |        | 3,5 | 4,9  | 70,4 % |         |         | 18,2    | 200     | 5,1 |     |     |     | 3,2 | 316    | 28,7   |
| 1972-73  | MIL    | 6       |         | 46,0 | 9,8  | 23,0 | 42,8 % |       |       |        | 3,2 | 5,8  | 54,3 % |         |         | 16,2    | 97      | 2,8 |     |     |     | 4,3 | 137    | 22,8   |
| 1973-74  | MIL    | 16      |         | 47,4 | 14,0 | 25,1 | 55,7 % |       |       |        | 4,2 | 5,7  | 73,6 % | 4,2     | 11,6    | 15,8    | 253     | 4,9 | 1,3 | 2,4 |     | 2,6 | 515    | 32,2   |
| 1976-77  | LAL    | 11      |         | 42,5 | 13,4 | 22,0 | 60,7 % |       |       |        | 7,9 | 10,9 | 72,5 % | 4,6     | 13,1    | 17,7    | 195     | 4,1 | 1,7 | 3,5 |     | 3,8 | 381    | 34,6   |
| 1977-78  | LAL    | 3       |         | 44,7 | 12,7 | 24,3 | 52,1 % |       |       |        | 1,7 | 3,0  | 55,6 % | 4,7     | 9,0     | 13,7    | 41      | 3,7 | 0,7 | 4,0 | 4,7 | 4,7 | 81     | 27,0   |
| 1978-79  | LAL    | 8       |         | 45,9 | 11,0 | 19,0 | 57,9 % |       |       |        | 6,5 | 7,8  | 83,9 % | 2,3     | 10,4    | 12,6    | 101     | 4,8 | 1,0 | 4,1 | 3,6 | 3,3 | 228    | 28,5   |
| 1979-80  | LAL    | 15      |         | 41,2 | 13,2 | 23,1 | 57,2 % | 0,0   | 0,0   |        | 5,5 | 7,0  | 79,0 % | 3,4     | 8,7     | 12,1    | 181     | 3,1 | 1,1 | 3,9 | 3,7 | 3,4 | 479    | 31,9   |
| 1980-81  | LAL    | 3       |         | 44,7 | 10,0 | 21,7 | 46,2 % | 0,0   | 0,0   |        | 6,7 | 9,3  | 71,4 % | 4,3     | 12,3    | 16,7    | 50      | 4,0 | 1,0 | 2,7 | 3,7 | 4,7 | 80     | 26,7   |
| 1981-82  | LAL    | 14      | 14      | 35,2 | 8,2  | 15,8 | 52,0 % | 0,0   | 0,0   |        | 3,9 | 6,2  | 63,2 % | 2,4     | 6,1     | 8,5     | 119     | 3,6 | 1,0 | 3,2 | 2,9 | 3,2 | 285    | 20,4   |
| 1982-83  | LAL    | 15      | 15      | 39,2 | 10,9 | 19,1 | 56,8 % | 0,0   | 0,1   | 00,0 % | 5,3 | 7,1  | 75,5 % | 1,7     | 6,0     | 7,7     | 115     | 2,8 | 1,1 | 3,7 | 3,3 | 4,1 | 406    | 27,1   |
| 1983-84  | LAL    | 21      | 21      | 36,5 | 9,8  | 17,7 | 55,5 % | 0,0   | 0,0   |        | 4,3 | 5,7  | 75,0 % | 2,7     | 5,6     | 8,2     | 173     | 3,8 | 1,1 | 2,1 | 2,1 | 3,4 | 502    | 23,9   |
| 1984-85  | LAL    | 19      | 19      | 32,1 | 8,8  | 15,8 | 56,0 % | 0,0   | 0,0   |        | 4,2 | 5,4  | 77,7 % | 2,6     | 5,5     | 8,1     | 154     | 4,0 | 1,2 | 1,9 | 2,7 | 3,5 | 416    | 21,9   |
| 1985-86  | LAL    | 14      | 14      | 34,9 | 11,2 | 20,1 | 55,7 % | 0,0   | 0,0   |        | 3,4 | 4,4  | 78,7 % | 1,9     | 4,1     | 5,9     | 83      | 3,5 | 1,1 | 1,7 | 3,0 | 3,9 | 362    | 25,9   |
| 1986-87  | LAL    | 18      | 18      | 31,1 | 6,9  | 13,0 | 53,0 % | 0,0   | 0,1   | 00,0 % | 5,4 | 6,8  | 79,5 % | 2,2     | 4,7     | 6,8     | 123     | 2,0 | 0,4 | 1,9 | 2,2 | 3,1 | 345    | 19,2   |
| 1987-88  | LAL    | 24      | 24      | 29,9 | 5,9  | 12,7 | 46,4 % | 0,0   | 0,1   | 00,0 % | 2,3 | 3,0  | 78,9 % | 2,0     | 3,4     | 5,5     | 131     | 1,5 | 0,6 | 1,5 | 1,9 | 3,4 | 338    | 14,1   |
| 1988-89  | LAL    | 15      | 15      | 23,4 | 4,5  | 9,8  | 46,3 % | 0,0   | 0,0   |        | 2,1 | 2,9  | 72,1 % | 0,9     | 3,1     | 3,9     | 59      | 1,3 | 0,3 | 0,7 | 1,5 | 2,9 | 167    | 11,1   |
| Carrière |        | 237     |         | 37,3 | 9,9  | 18,7 | 53,3 % | 0,0   | 0,0   | 00,0 % | 4,4 | 6,0  | 74,0 % | 2,6     | 6,5     | 10,1    | 2481    | 3,2 | 1,0 | 2,4 | 2,6 | 3,4 | 5762   | 24,3   |

### Records en match
| Type de statistique        | Saison régulière | Saison régulière                                      | Saison régulière                 | Playoffs | Playoffs                    | Playoffs                    |
| Type de statistique        | Record           | Adversaire                                            | Date                             | Record   | Adversaire                  | Date                        |
| -------------------------- | ---------------- | ----------------------------------------------------- | -------------------------------- | -------- | --------------------------- | --------------------------- |
| Points                     | 55               | Celtics de Boston                                     | 10 décembre 1971                 | 46       | 76ers de Philadelphie       | 3 avril 1970                |
| Paniers marqués            | 24               | @ Rockets de Houston                                  | 25 janvier 1973                  | 20       | @ Bulls de Chicago          | 18 avril 1974               |
| Paniers tentés             | 39               | @ Lakers de Los Angeles                               | 17 mars 1972                     | 37       | Lakers de Los Angeles       | 14 avril 1972 22 avril 1972 |
| Paniers à 3 points réussis | 1                | @ Suns de Phoenix                                     | 24 février 1987                  | 0        |                             |                             |
| Paniers à 3 points tentés  | 1                | 17 fois                                               |                                  | 1        | 4 fois                      |                             |
| Lancers-francs réussis     | 20               | @ Celtics de Boston                                   | 8 mars 1970                      | 13       | Warriors de Golden State    | 29 avril 1977               |
| Lancers-francs tentés      | 25               | @ Celtics de Boston                                   | 8 mars 1970                      | 18       | Warriors de Golden State    | 29 avril 1977               |
| Rebonds offensifs          | 9                | 5 fois                                                |                                  | 9        | @ Trail Blazers de Portland | 5 mai 1985                  |
| Rebonds défensifs          | 29               | Pistons de Detroit                                    | 14 décembre 1975                 | 18       | Warriors de Golden State    | 4 mai 1977                  |
| Rebonds totaux             | 34               | Pistons de Detroit                                    | 14 décembre 1975                 | 26       | Warriors de Golden State    | 4 mai 1977                  |
| Passes décisives           | 14               | @ Supersonics de Seattle                              | 21 mars 1973                     | 11       | @ Knicks de New York        | 13 avril 1970               |
| Interceptions              | 7                | Braves de Buffalo                                     | 14 mars 1976                     | 6        | @ Trail Blazers de Portland | 5 mai 1985                  |
| Contres                    | 11               | 3 fois                                                |                                  | 9        | Warriors de Golden State    | 22 avril 1977               |
| Balles perdues             | 9                | @ Trail Blazers de Portland Trail Blazers de Portland | 12 décembre 1978 19 octobre 1979 | 7        | 4 fois                      |                             |
| Minutes jouées             | 60               | @ Cavaliers de Cleveland                              | 29 janvier 1980                  | 58       | @ Celtics de Boston         | 10 mai 1974                 |

Double-Double : 870 (dont 107 en playoffs)
Triple-Double : 22 (dont 1 en playoffs)
| Nombre | Date             | Adversaire                | Score     | Points | Rebonds | Passes décisives | Interceptions | Contres | Note |
| ------ | ---------------- | ------------------------- | --------- | ------ | ------- | ---------------- | ------------- | ------- | --- |
| 1      | 13 avril 1970    | @ Knicks de New York      | D 111-112 | 38     | 23      | 11               |               |         | 1er Trible-Double de sa carrière réalisé le 2e match de la série face aux Knicks de New York lors des playoffs de la saison 1969-1970 |
| 2      | 9 janvier 1971   | Pistons de Detroit        | V 100-118 | 27     | 14      | 10               |               |         | |
| 3      | 26 février 1972  | Suns de Phoenix           | V 117-119 | 44     | 20      | 11               |               |         | Réalisé en 53 minutes après une prolongation                                                                                          |
| 4      | 1er mars 1973    | Knicks de New York        | V 100-114 | 36     | 14      | 11               |               |         | |
| 5      | 21 mars 1973     | @ Supersonics de Seattle  | V 119-96  | 36     | 11      | 14               |               |         | |
| 6      | 2 novembre 1973  | @ Cavaliers de Cleveland  | V 118-100 | 35     | 16      | 11               | 5             | 0       | |
| 7      | 3 novembre 1973  | Pistons de Detroit        | V 115-123 | 19     | 16      | 5                |               | 10      | Réalisé en 53 minutes après une prolongation                                                                                          |
| 8      | 25 janvier 1974  | @ Suns de Phoenix         | V 112-108 | 31     | 17      | 10               |               | 6       | |
| 9      | 19 janvier 1975  | Trail Blazers de Portland | V 122-108 | 50     | 15      | 11               | 1             | 3       | |
| 10     | 2 novembre 1975  | Hawks d'Atlanta           | V 116-113 | 39     | 23      | 5                |               | 10      | Réalisé en 49 minutes après une prolongation. Le premier avec les Lakers                                                              |
| 11     | 3 décembre 1975  | @ Pistons de Detroit      | V 118-110 | 29     | 21      | 2                | 2             | 11      | |
| 12     | 6 janvier 1976   | @ Braves de Buffalo       | D 113-114 | 20     | 22      | 10               | 2             | 5       | |
| 13     | 5 mars 1976      | Warriors de Golden State  | V 99-106  | 35     | 20      | 12               | 3             | 2       | |
| 14     | 7 mars 1976      | Bulls de Chicago          | D 91-88   | 25     | 17      | 10               | 3             | 3       | |
| 15     | 30 novembre 1976 | Bullets de Washington     | V 102-109 | 26     | 17      | 10               |               | 2       | |
| 16     | 14 février 1978  | Spurs de San Antonio      | V 114-128 | 20     | 20      | 10               | 1             | 5       | |
| 17     | 24 novembre 1978 | @ Bullets de Washington   | D 113-103 | 27     | 10      | 12               | 0             | 2       | |
| 18     | 28 novembre 1978 | Pistons de Detroit        | D 105-103 | 27     | 16      | 4                | 4             | 11      | |
| 19     | 17 janvier 1979  | @ Clippers de San Diego   | D 117-119 | 16     | 13      | 10               | 1             | 3       | |
| 20     | 25 novembre 1979 | Kings de Kansas City      | V 110-111 | 25     | 15      | 3                | 0             | 11      | |
| 21     | 18 janvier 1980  | Hawks d'Atlanta           | V 102-108 | 28     | 15      | 2                | 1             | 10      | |
| 22     | 22 janvier 1982  | Pistons de Detroit        | V 111-123 | 19     | 10      | 0                |               | 10      | Le dernier de sa carrière, réalisé à l'age de 34 ans                                                                                  |